# Villetelle
Villetelle (en occitan Vilatèla) est une commune française située dans le nord-est du département de l'Hérault, en région Occitanie.
Exposée à un climat méditerranéen, elle est drainée par le Vidourle, le Lissac. La commune possède un patrimoine naturel remarquable : un site Natura 2000 (« le Vidourle ») et trois zones naturelles d'intérêt écologique, faunistique et floristique.
Villetelle est une commune rurale qui compte 1 698 habitants en 2022, après avoir connu une forte hausse de la population depuis 1962. Ses habitants sont appelés les Villetellois ou  Villetelloises.

## Géographie

### Localisation

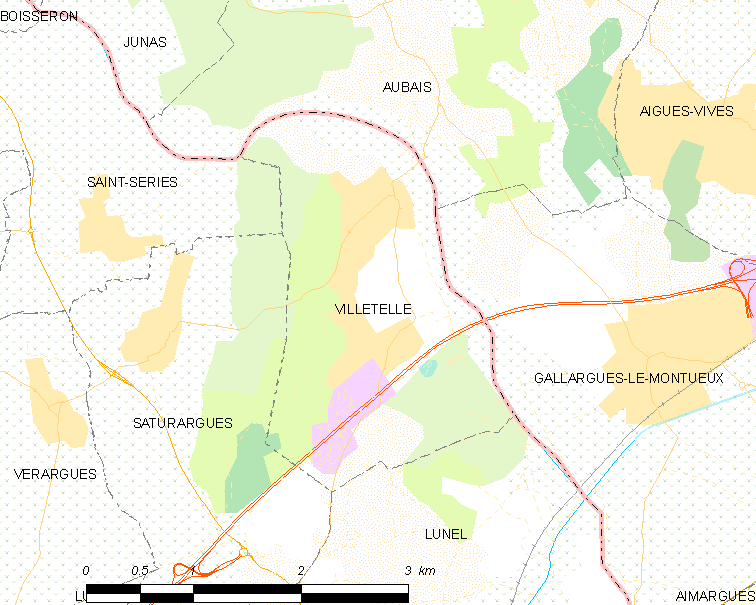
Carte de localisation.

Village de l'Hérault dans la région du Languedoc-Roussillon, Villetelle fait partie du canton de Lunel.
Située à 20 mètres d'altitude et voisine des communes de Lunel, Saint-Sériès et de Saturargues dans l'Hérault, d'Aubais et de Gallargues-le-Montueux dans le Gard.
La commune est membre de la Communauté de communes du Pays de Lunel.
1 443 habitants (appelés les Villetellois et les Villetelloises) résident sur la commune de Villetelle sur une superficie de 5,3 km2 (soit 272,3 hab/km2).
La plus grande ville à proximité de Villetelle est la ville de Lunel, située au sud de la commune à six kilomètres. La ville de Sommières dans le Gard n'est guère plus éloignée, sept kilomètres à vol d'oiseau, vers le Nord.
Le fleuve le Vidourle borde la commune de Villetelle au nord et à l'ouest, il sépare les départements du Gard et de l'Hérault.
La commune, située à peu près à mi-chemin entre Nîmes et Montpellier, doit son développement à la présente d'une sortie de l'autoroute A9 qui la rend facilement accessible depuis ces deux grandes villes.

### Points singuliers
Villetelle est traversée par l'autoroute A9. L'aire d'Ambrussum est implantée sur le territoire de la commune.
La commune est bordée à l'est par le Vidourle, fleuve côtier au régime fortement influencé par les épisodes cévenols, limite entre le Gard et l'Hérault.
Les vidourlades, crues du Vidourle, mettent en jeu des débits énormes et font de ce fleuve un des plus dangereux de France. La crue la plus importante de 2002 s'est caractérisée par un débit de 2 500 m3/s, supérieur au débit de la Seine à Paris lors de la grande crue de 1910. Le pont qui relie les communes de Villetelle et d'Aubais traversant le Vidourle est de type submersible, dépourvu de garde-corps afin de laisser le passage, par-dessus le pont, aux objets entraînés par le fleuve lors de ces crues. La commune est couverte par un PPRI.

### Communes limitrophes
Villetelle est entourée des communes suivantes :
|                | Junas, Boisseron              | Aubais       |
| Saint-Christol | Villetelle                    | Aigues-Vives |
| Lunel-Viel     | Lunel, Gallargues-le-Montueux |              |

### Climat
Pour des articles plus généraux, voir Climat de l'Occitanie et Climat de l'Hérault.
En 2010, le climat de la commune est de type climat méditerranéen franc, selon une étude s'appuyant sur une série de données couvrant la période 1971-2000. En 2020, Météo-France publie une typologie des climats de la France métropolitaine dans laquelle la commune est exposée à un climat méditerranéen et est dans la région climatique  Provence, Languedoc-Roussillon, caractérisée par une pluviométrie faible en été, un très bon ensoleillement (2 600 h/an), un été chaud (21,5 °C), un air très sec en été, sec en toutes saisons, des vents forts (fréquence de 40 à 50 % de vents > 5 m/s) et peu de brouillards.
Pour la période 1971-2000, la température annuelle moyenne est de 14,4 °C, avec une amplitude thermique annuelle de 17,1 °C. Le cumul annuel moyen de précipitations est de 730 mm, avec 6 jours de précipitations en janvier et 2,9 jours en juillet. Pour la période 1991-2020, la température moyenne annuelle observée sur la station météorologique la plus proche, située sur la commune de Gallargues-le-Montueux à 3 km à vol d'oiseau, est de 15,5 °C et le cumul annuel moyen de précipitations est de 674,8 mm,. Pour l'avenir, les paramètres climatiques de la commune estimés pour 2050 selon différents scénarios d'émission de gaz à effet de serre sont consultables sur un site dédié publié par Météo-France en novembre 2022.

### Milieux naturels et biodiversité

#### Réseau Natura 2000

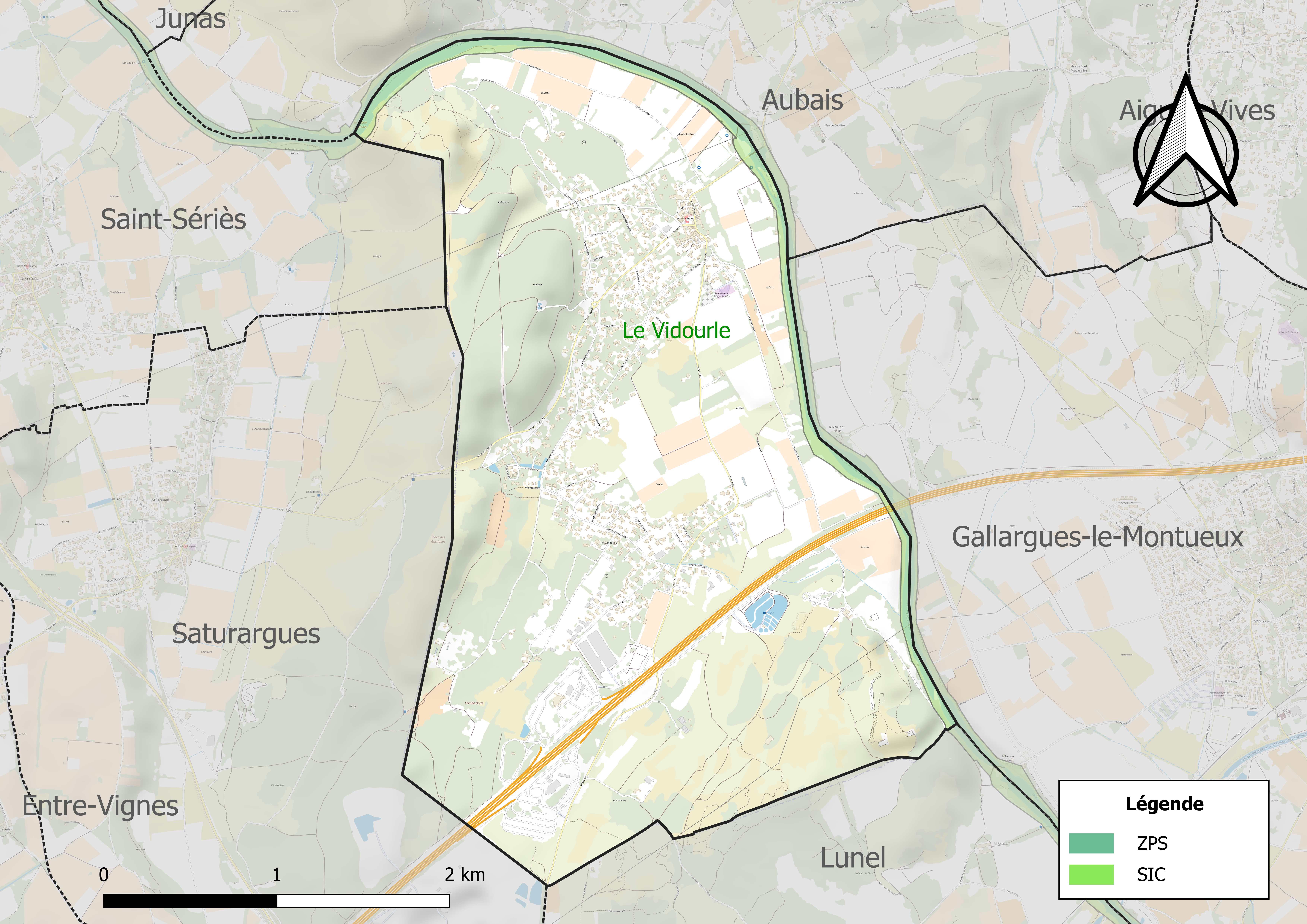
Site Natura 2000 sur le territoire communal.

Le réseau Natura 2000 est un réseau écologique européen de sites naturels d'intérêt écologique élaboré à partir des directives habitats et oiseaux, constitué de zones spéciales de conservation (ZSC) et de zones de protection spéciale (ZPS).
Un site Natura 2000 a été défini sur la commune au titre de la directive habitats : « le Vidourle », d'une superficie de 209 ha, présentant un intérêt biologique tout particulier au regard de l'existence d'espèces aquatiques et palustres remarquables et singulières par rapport à d'autres cours d'eau de la région. Le Gomphe de Graslin, libellule d'intérêt communautaire, justifie notamment l'inscription du Vidourle au réseau Natura 2000.

#### Zones naturelles d'intérêt écologique, faunistique et floristique
L’inventaire des zones naturelles d'intérêt écologique, faunistique et floristique (ZNIEFF) a pour objectif de réaliser une couverture des zones les plus intéressantes sur le plan écologique, essentiellement dans la perspective d’améliorer la connaissance du patrimoine naturel national et de fournir aux différents décideurs un outil d’aide à la prise en compte de l’environnement dans l’aménagement du territoire.
Deux ZNIEFF de type 1 sont recensées sur la commune :
le « cours du Vidourle de Salinelles à Gallargues » (153 ha), couvrant 10 communes dont six dans le Gard et quatre dans l'Hérault et 
les « garrigues d'Ambrussum » (369 ha), couvrant 3 communes du département
et une ZNIEFF de type 2, : 
la « vallée du Vidourle de Sauve aux étangs » (691 ha), couvrant 21 communes dont 16 dans le Gard et cinq dans l'Hérault.

Carte des ZNIEFF de type 1 et 2 à Villetelle.
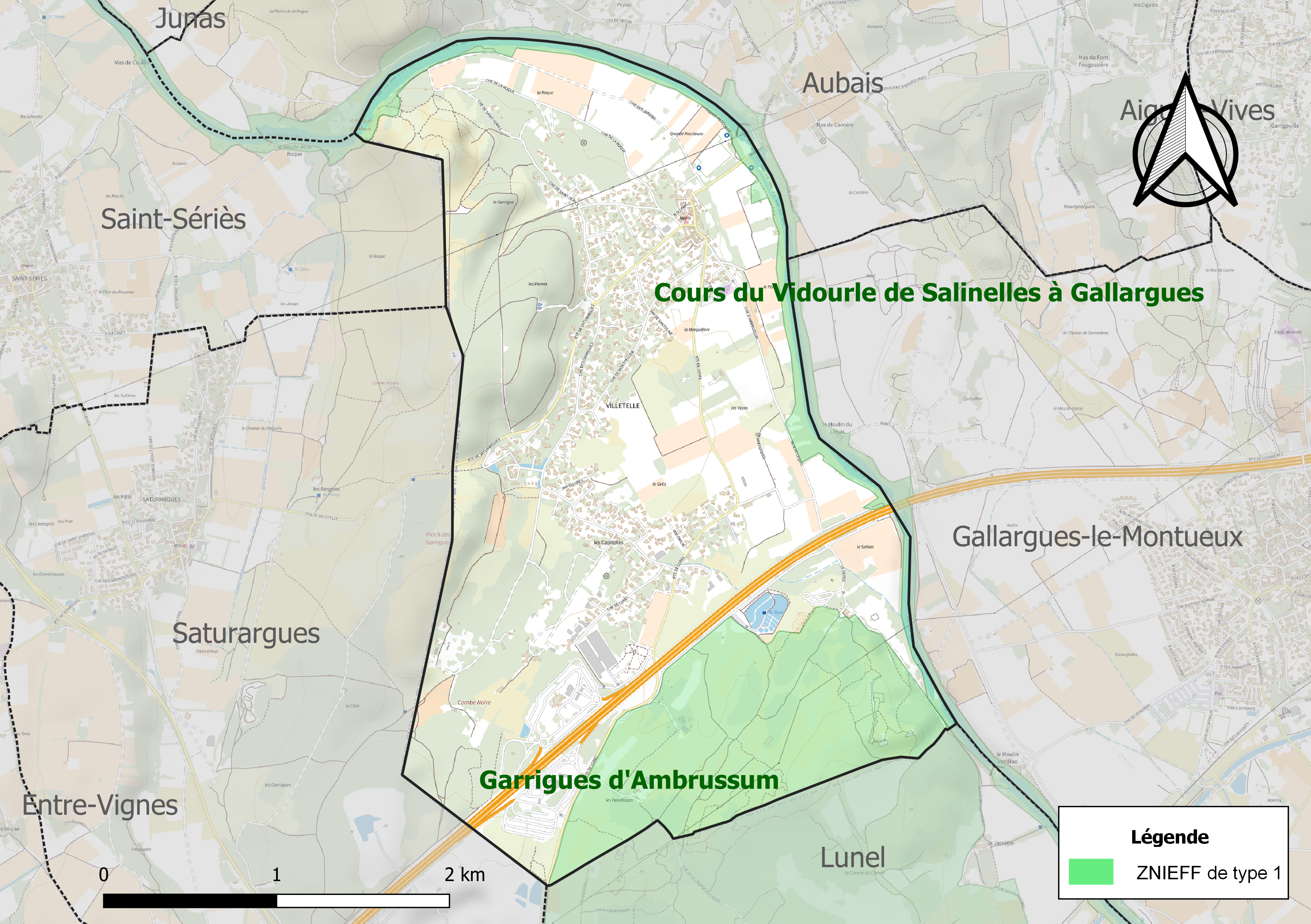
Carte des ZNIEFF de type 1 sur la commune.
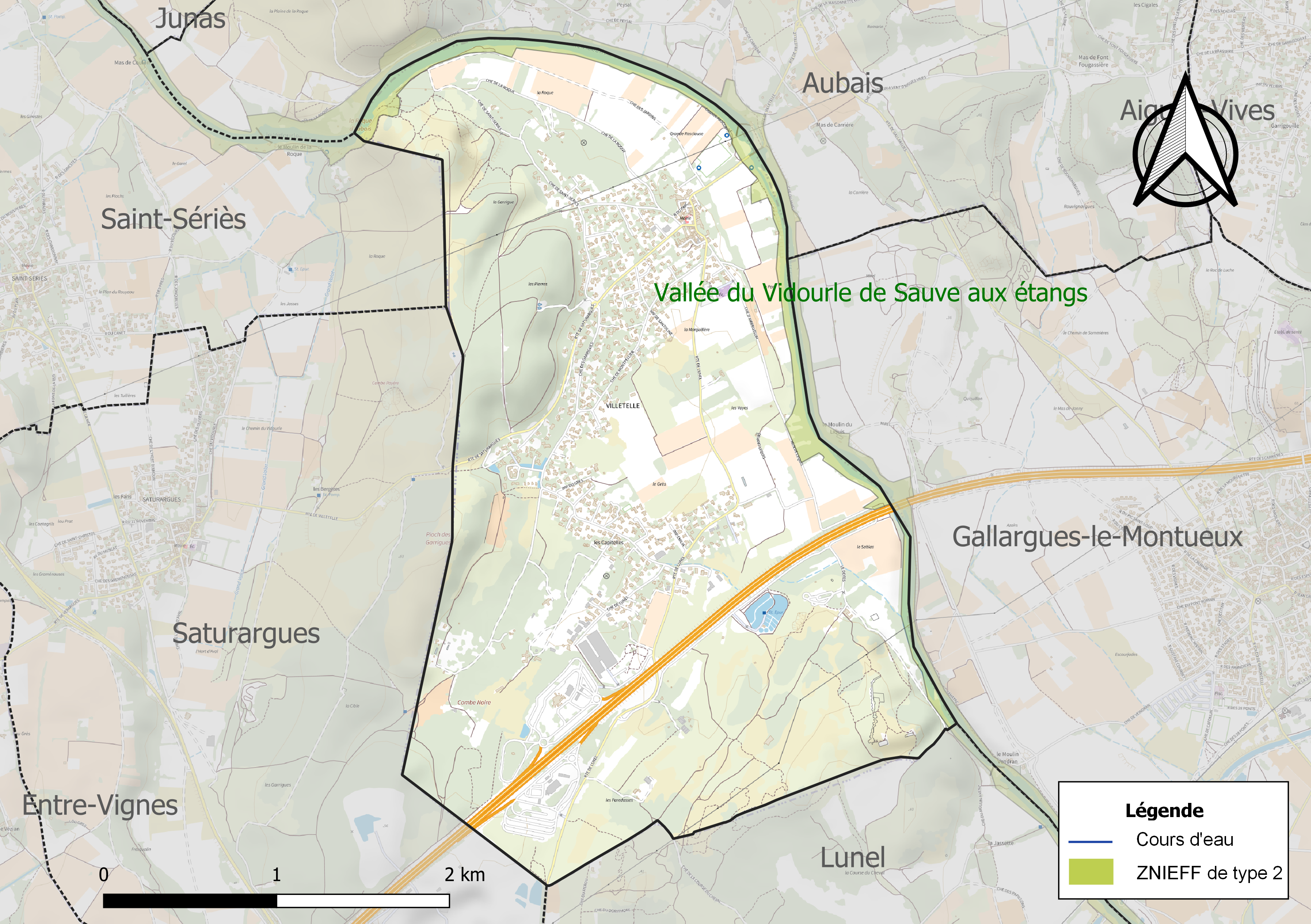
Carte de la ZNIEFF de type 2 sur la commune.

## Urbanisme

### Typologie
Au 1er janvier 2024, Villetelle est catégorisée commune rurale à habitat dispersé, selon la nouvelle grille communale de densité à sept niveaux définie par l'Insee en 2022.
Elle appartient à l'unité urbaine de Lunel, une agglomération inter-départementale regroupant neuf  communes, dont elle est une commune de la banlieue,,. Par ailleurs la commune fait partie de l'aire d'attraction de Montpellier, dont elle est une commune de la couronne,. Cette aire, qui regroupe 161 communes, est catégorisée dans les aires de 700 000 habitants ou plus (hors Paris),.

### Occupation des sols
L'occupation des sols de la commune, telle qu'elle ressort de la base de données européenne d’occupation biophysique des sols Corine Land Cover (CLC), est marquée par l'importance des territoires agricoles (38,8 % en 2018), en augmentation par rapport à 1990 (35,7 %). La répartition détaillée en 2018 est la suivante : 
zones agricoles hétérogènes (26,9 %), forêts (18,5 %), zones urbanisées (18,4 %), milieux à végétation arbustive et/ou herbacée (16,5 %), cultures permanentes (11,9 %), zones industrielles ou commerciales et réseaux de communication (7 %), mines, décharges et chantiers (0,7 %). L'évolution de l’occupation des sols de la commune et de ses infrastructures peut être observée sur les différentes représentations cartographiques du territoire : la carte de Cassini (XVIIIe siècle), la carte d'état-major (1820-1866) et les cartes ou photos aériennes de l'IGN pour la période actuelle (1950 à aujourd'hui).

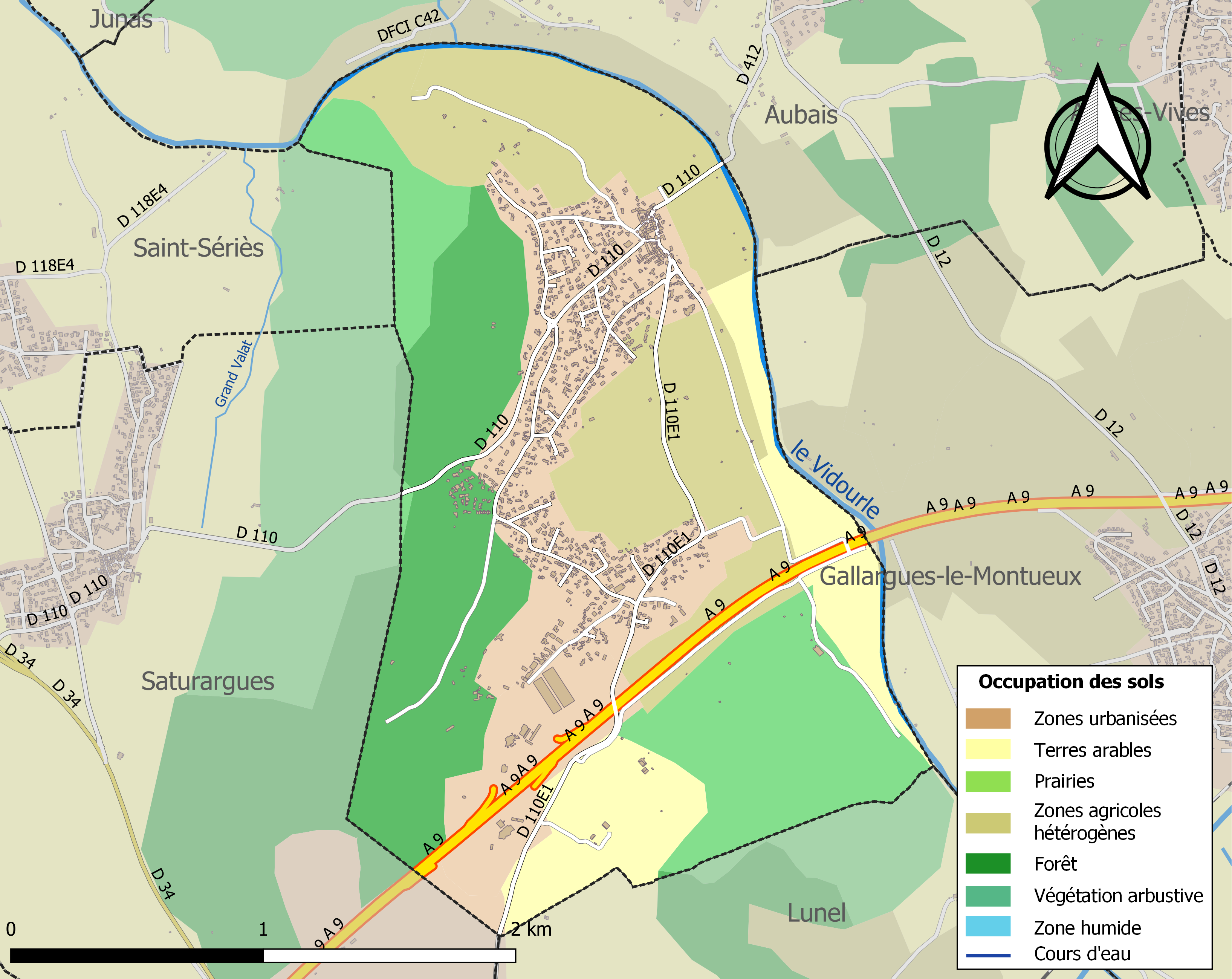
Carte des infrastructures et de l'occupation des sols de la commune en 2018 (CLC).

### Risques majeurs
Le territoire de la commune de Villetelle est vulnérable à différents aléas naturels : météorologiques (tempête, orage, neige, grand froid, canicule ou sécheresse), inondations, feux de forêts et séisme (sismicité faible). Il est également exposé à un risque technologique,  le transport de matières dangereuses. Un site publié par le BRGM permet d'évaluer simplement et rapidement les risques d'un bien localisé soit par son adresse soit par le numéro de sa parcelle.

#### Risques naturels
La commune fait partie du territoire à risques importants d'inondation (TRI) de Montpellier-Lunel-Maugio-Palavas, regroupant 49 communes du bassin de vie de Montpellier et s'étendant sur les départements de  l'Hérault et du Gard, un des 31 TRI qui ont été arrêtés fin 2012 sur le bassin Rhône-Méditerranée, retenu au regard des risques de submersions marines et de débordements du Vistre, du Vidourle, du Lez et de la Mosson. Parmi les événements significatifs antérieurs à 2019 qui ont touché le territoire, peuvent être citées les crues de septembre 2002 et de septembre 2003 (Vidourle) et les tempêtes de novembre 1982 et décembre 1997 qui ont touché le littoral. Des cartes des surfaces inondables ont été établies pour trois scénarios : fréquent (crue de temps de retour de 10 ans à 30 ans), moyen (temps de retour de 100 ans à 300 ans) et extrême (temps de retour de l'ordre de 1 000 ans, qui met en défaut tout système de protection). La commune a été reconnue en état de catastrophe naturelle au titre des dommages causés par les inondations et coulées de boue survenues en 1982, 1991, 1994, 1998, 2002, 2003, 2005, 2007, 2014, 2015 et 2021,.
Villetelle est exposée au risque de feu de forêt. Un plan départemental de protection des forêts contre les incendies (PDPFCI) a été approuvé en juin 2013 et court jusqu'en 2022, où il doit être renouvelé. Les mesures individuelles de prévention contre les incendies sont précisées par deux arrêtés préfectoraux et s’appliquent dans les zones exposées aux incendies de forêt et à moins de 200 mètres de celles-ci. L’arrêté du 25 avril 2002 réglemente l'emploi du feu en interdisant notamment d’apporter du feu, de fumer et de jeter des mégots de cigarette dans les espaces sensibles et sur les voies qui les traversent sous peine de sanctions. L'arrêté du 11 mars 2013 rend le débroussaillement obligatoire, incombant au propriétaire ou ayant droit,.

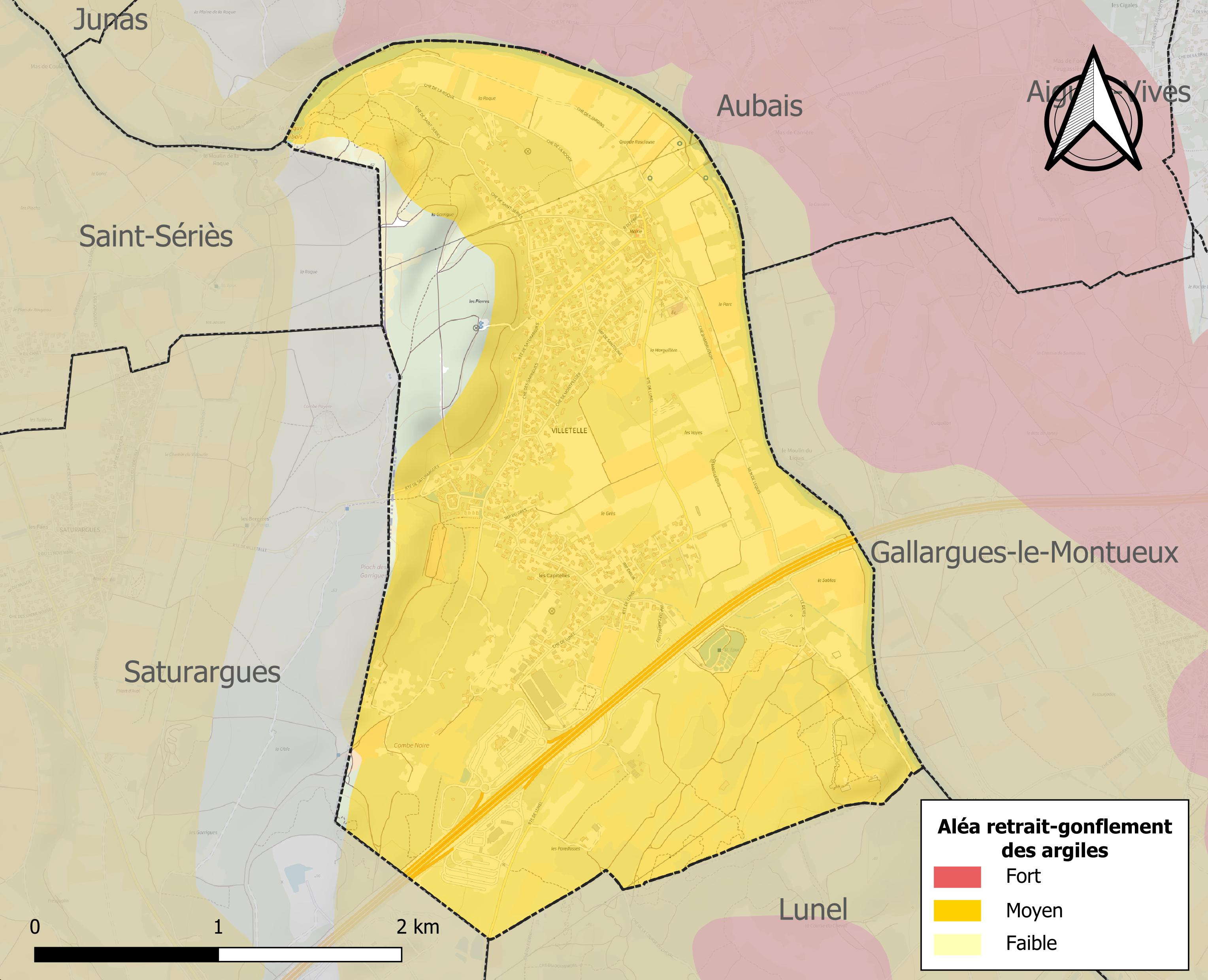
Carte des zones d'aléa retrait-gonflement des sols argileux de Villetelle.

Le retrait-gonflement des sols argileux est susceptible d'engendrer des dommages importants aux bâtiments en cas d’alternance de périodes de sécheresse et de pluie. 93,1 % de la superficie communale est en aléa moyen ou fort (59,3 % au niveau départemental et 48,5 % au niveau national). Sur les 550 bâtiments dénombrés sur la commune en 2019, 550 sont en aléa moyen ou fort, soit 100 %, à comparer aux 85 % au niveau départemental et 54 % au niveau national. Une cartographie de l'exposition du territoire national au retrait gonflement des sols argileux est disponible sur le site du BRGM,.
Par ailleurs, afin de mieux appréhender le risque d’affaissement de terrain, l'inventaire national des cavités souterraines permet de localiser celles situées sur la commune.

#### Risques technologiques
Le risque de transport de matières dangereuses sur la commune est lié à sa traversée par des infrastructures routières ou ferroviaires importantes ou la présence d'une canalisation de transport d'hydrocarbures. Un accident se produisant sur de telles infrastructures est susceptible d’avoir des effets graves sur les biens, les personnes ou l'environnement, selon la nature du matériau transporté. Des dispositions d’urbanisme peuvent être préconisées en conséquence.

## Histoire

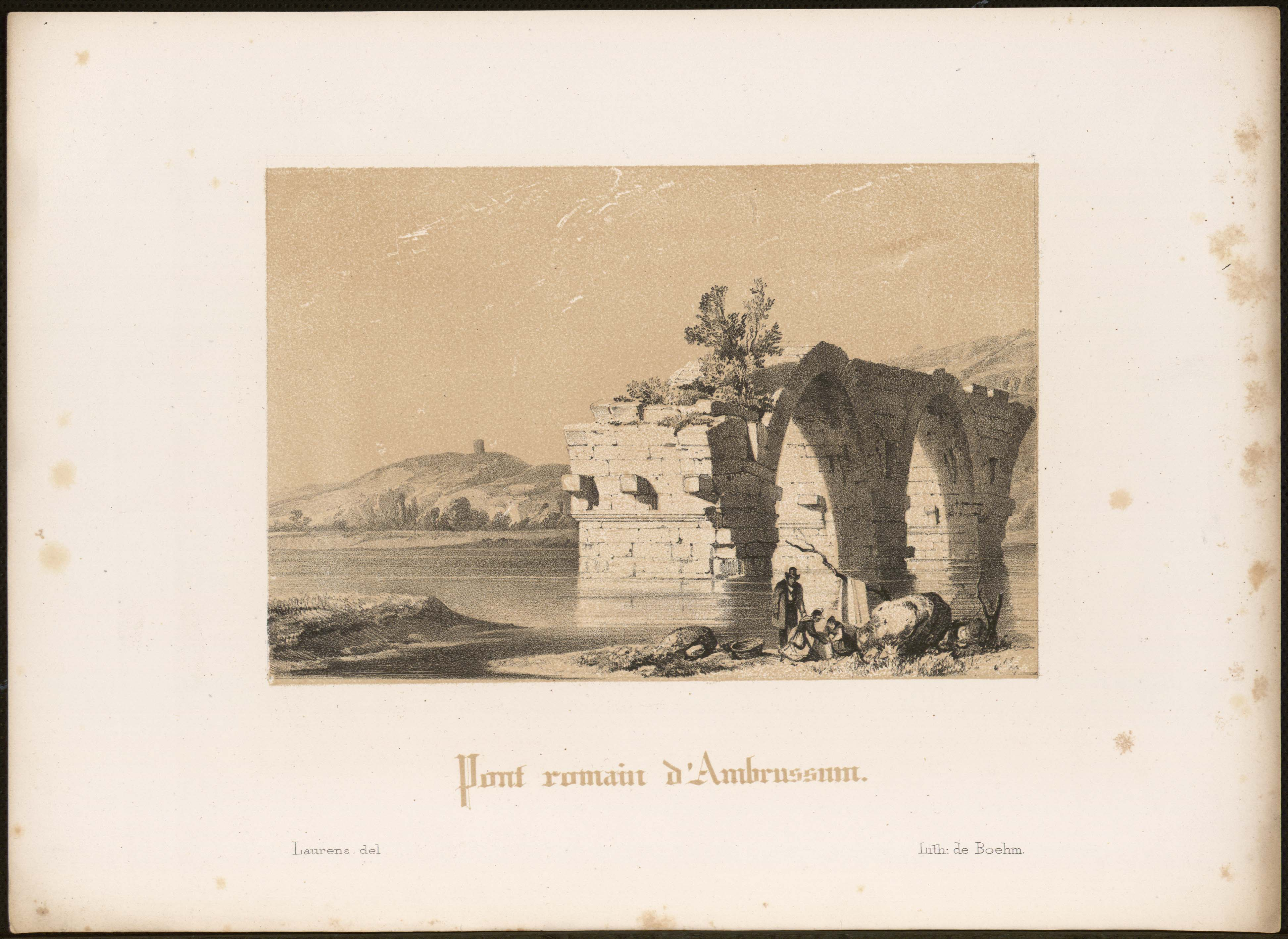
Pont romain d'Ambrussum : estampe (1841)

- Pont romain d'Ambrussum : estampe (1841)Les fouilles archéologiques commencées à la fin du XXe siècle ont mis au jour de très importants vestiges de l'époque romaine[26],[27] : le site d'Ambrussum.

Chantier de fouille en cours - été 2019.
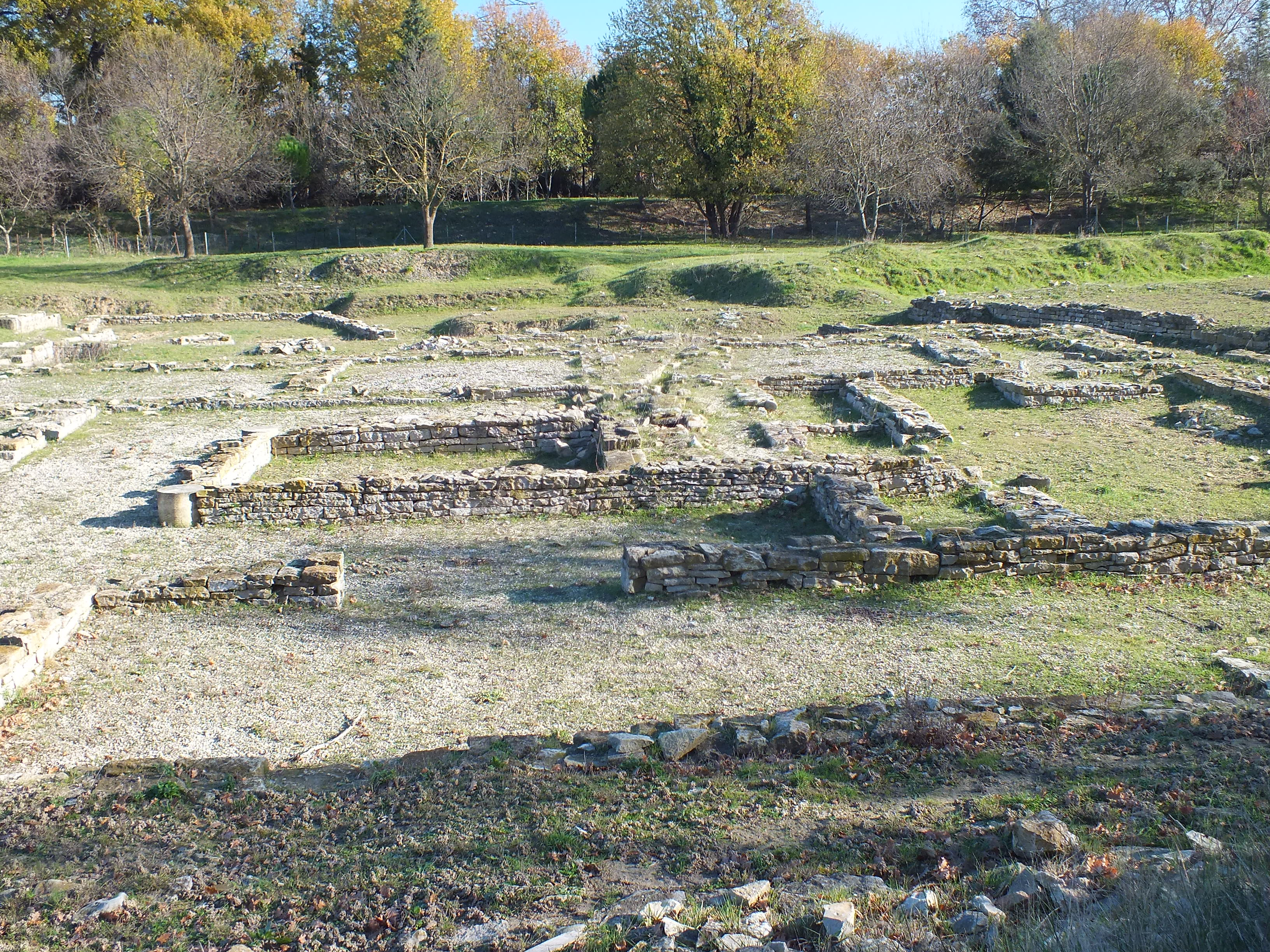
Bas hôtels.
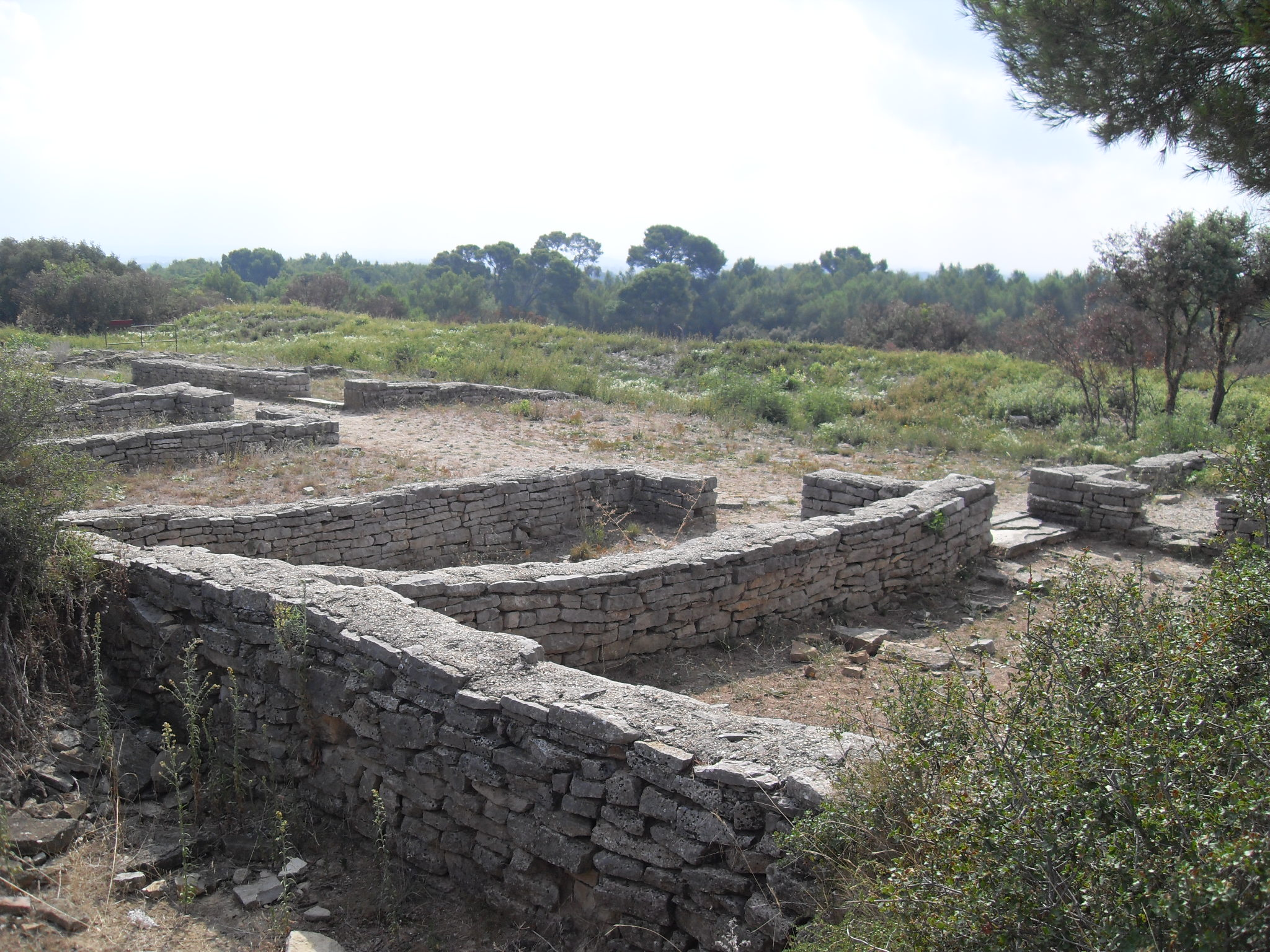
Oppidum.
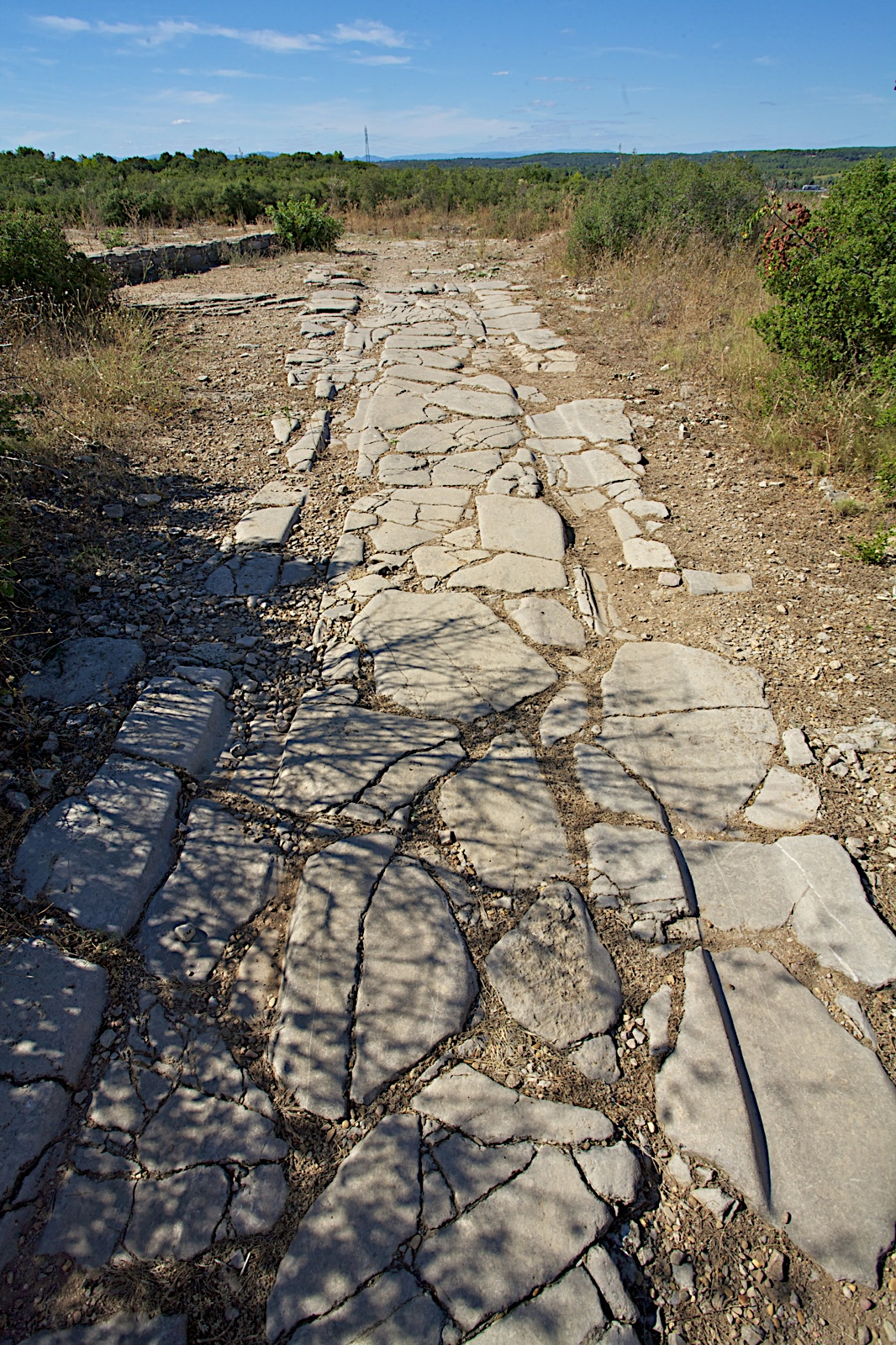
Voie taillée dans la roche.
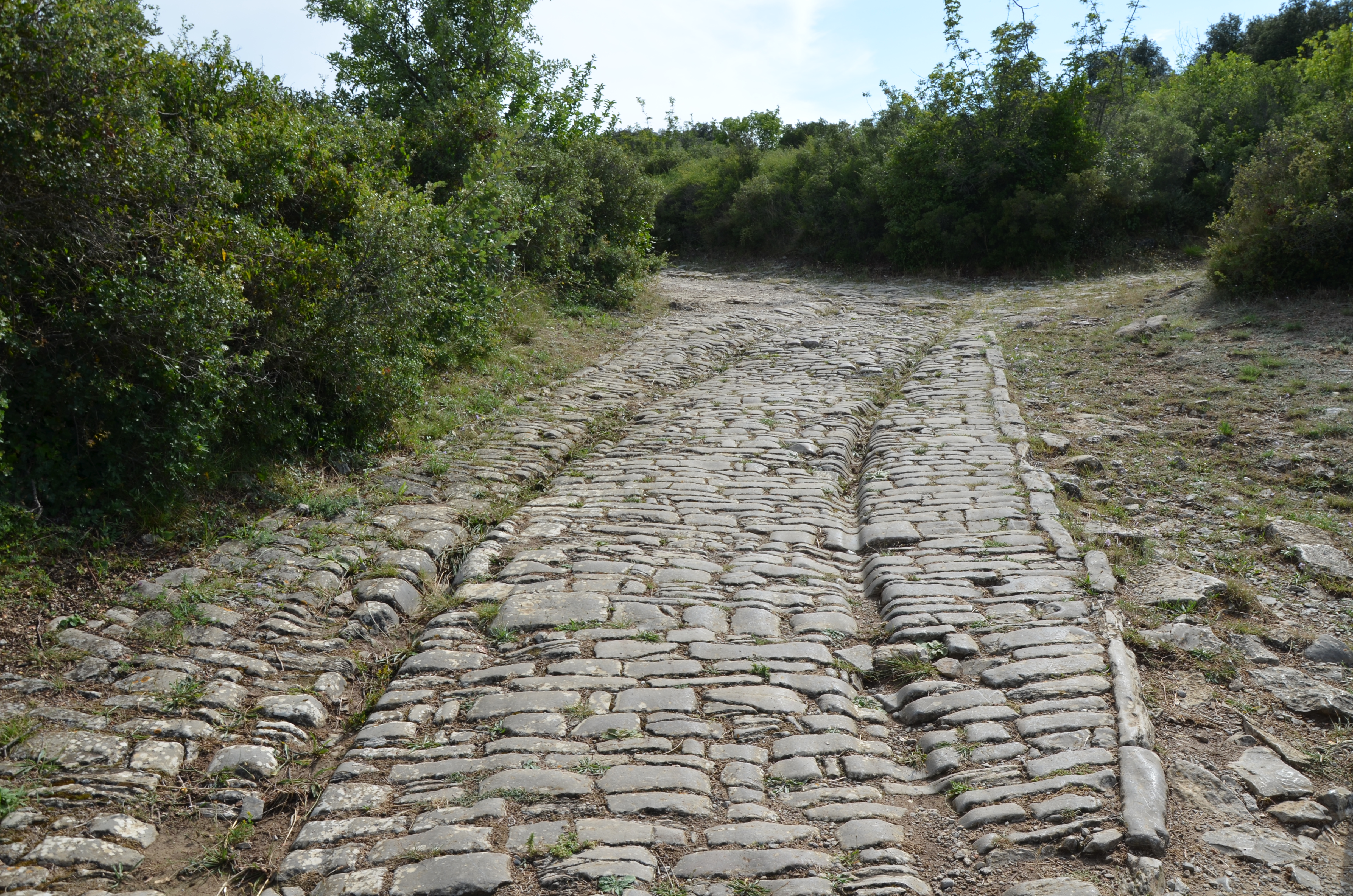
Voie pavée
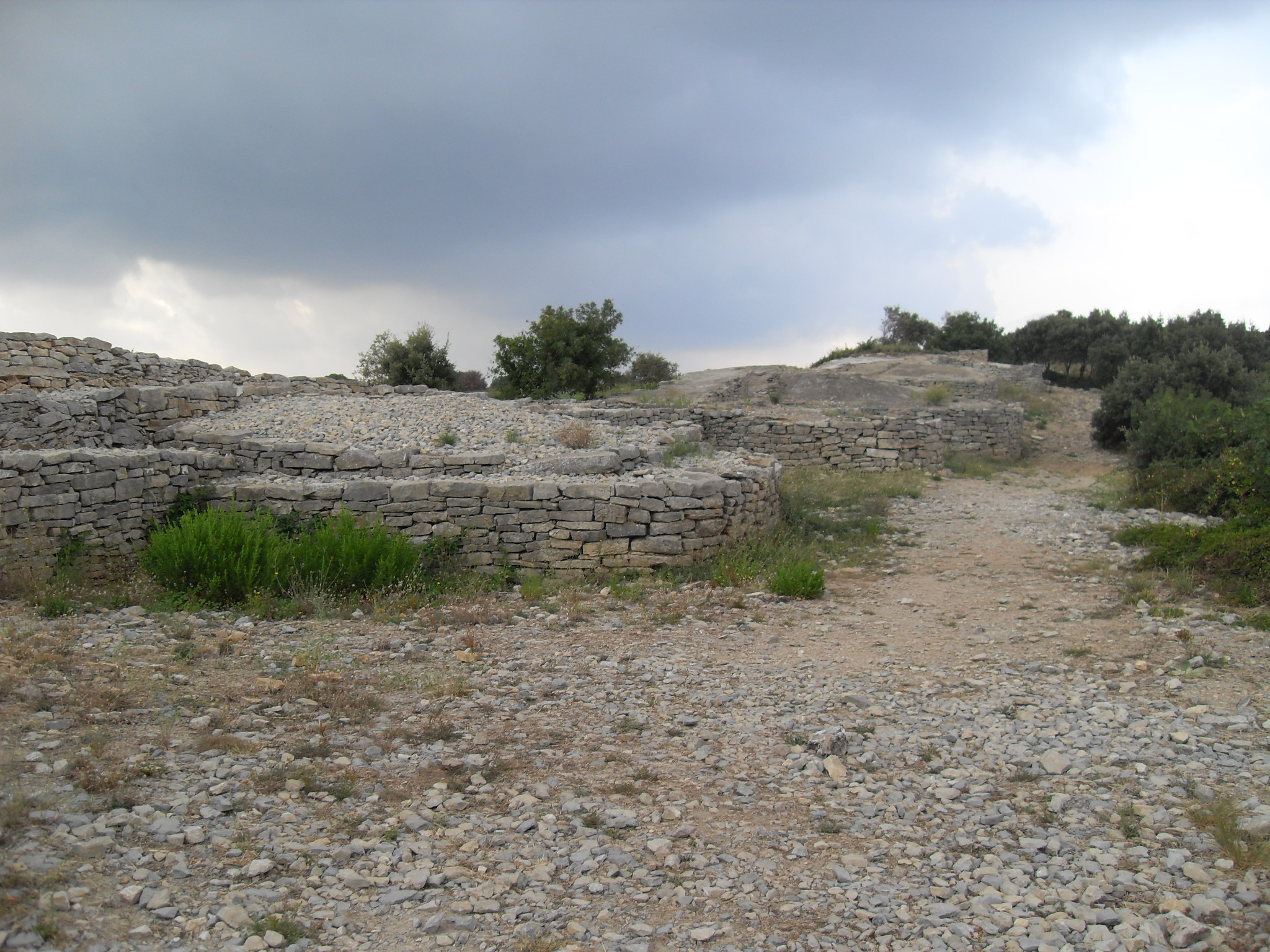
Remparts
Chantier de fouille en cours - été 2019
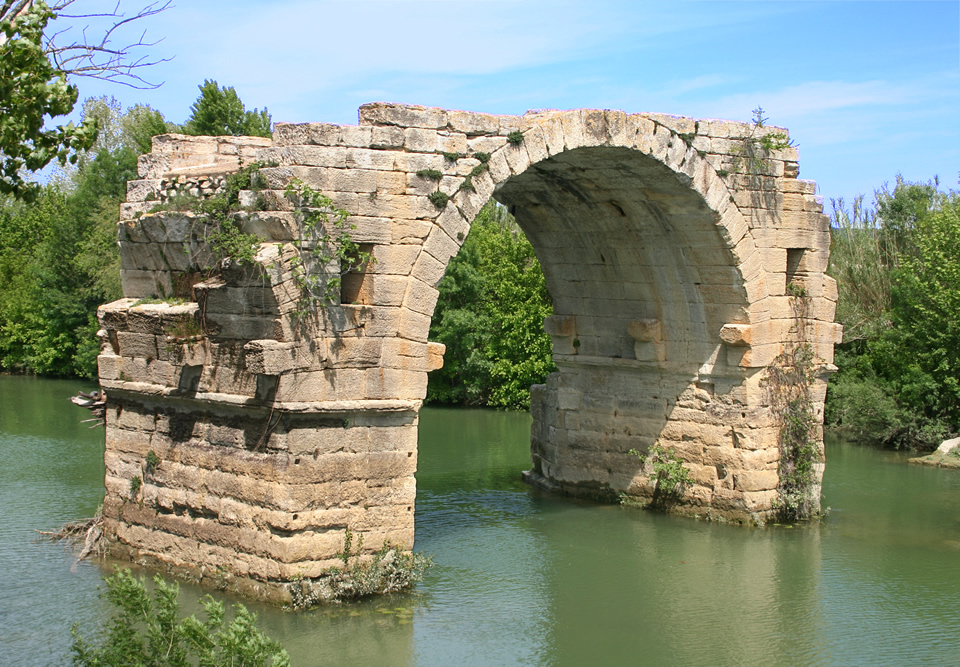
Le pont Ambroix

## Héraldique
| Blason de Villetelle | Blason  | D'azur à un pont en dos d'âne d'argent maçonné de sable, mouvant des flancs, sommé d'une croix formée de fers de lance aussi d'argent, accostée de deux fleurs de lys d'or. |
| Blason de Villetelle | Détails | Le statut officiel du blason reste à déterminer. |

## Politique et administration
| Période | Période  | Identité          | Étiquette | Qualité                                 |
| ------- | -------- | ----------------- | --------- | --------------------------------------- |
| 1947    | 1953     | Auguste Bernadin  |           |                                         |
| 1953    | 1959     | Maurice Guiraudon |           |                                         |
| 1959    | 1965     | Georges Bénédite  |           |                                         |
| 1965    | 1983     | André Melquiond   |           |                                         |
| 1983    | 1989     | René Gillain      |           |                                         |
| 1989    | En cours | Jean-Pierre Navas | SE        | Retraité Chevalier de l'ordre du Mérite |

## Démographie
L'évolution du nombre d'habitants est connue à travers les recensements de la population effectués dans la commune depuis 1793. Pour les communes de moins de 10 000 habitants, une enquête de recensement portant sur toute la population est réalisée tous les cinq ans, les populations de référence des années intermédiaires étant quant à elles estimées par interpolation ou extrapolation. Pour la commune, le premier recensement exhaustif entrant dans le cadre du nouveau dispositif a été réalisé en 2007.

En 2022, la commune comptait 1 698 habitants, en évolution de +17,67 % par rapport à 2016 (Hérault : +7,49 %, France hors Mayotte : +2,11 %).
| 1793 | 1800 | 1806 | 1821 | 1831 | 1836 | 1841 | 1846 | 1851 |
| ---- | ---- | ---- | ---- | ---- | ---- | ---- | ---- | ---- |
| 109  | 118  | 117  | 116  | 114  | 116  | 121  | 120  | 140  |

| 1856 | 1861 | 1866 | 1872 | 1876 | 1881 | 1886 | 1891 | 1896 |
| ---- | ---- | ---- | ---- | ---- | ---- | ---- | ---- | ---- |
| 150  | 164  | 160  | 134  | 125  | 114  | 111  | 126  | 117  |

| 1901 | 1906 | 1911 | 1921 | 1926 | 1931 | 1936 | 1946 | 1954 |
| ---- | ---- | ---- | ---- | ---- | ---- | ---- | ---- | ---- |
| 114  | 132  | 114  | 115  | 114  | 117  | 123  | 132  | 136  |

| 1962 | 1968 | 1975 | 1982 | 1990 | 1999 | 2006  | 2007  | 2012  |
| ---- | ---- | ---- | ---- | ---- | ---- | ----- | ----- | ----- |
| 135  | 154  | 194  | 248  | 507  | 923  | 1 287 | 1 339 | 1 448 |

| 2017  | 2022  | - | - | - | - | - | - | - |
| ----- | ----- | - | - | - | - | - | - | - |
| 1 433 | 1 698 | - | - | - | - | - | - | - |

## Culture locale et patrimoine

### Lieux et monuments

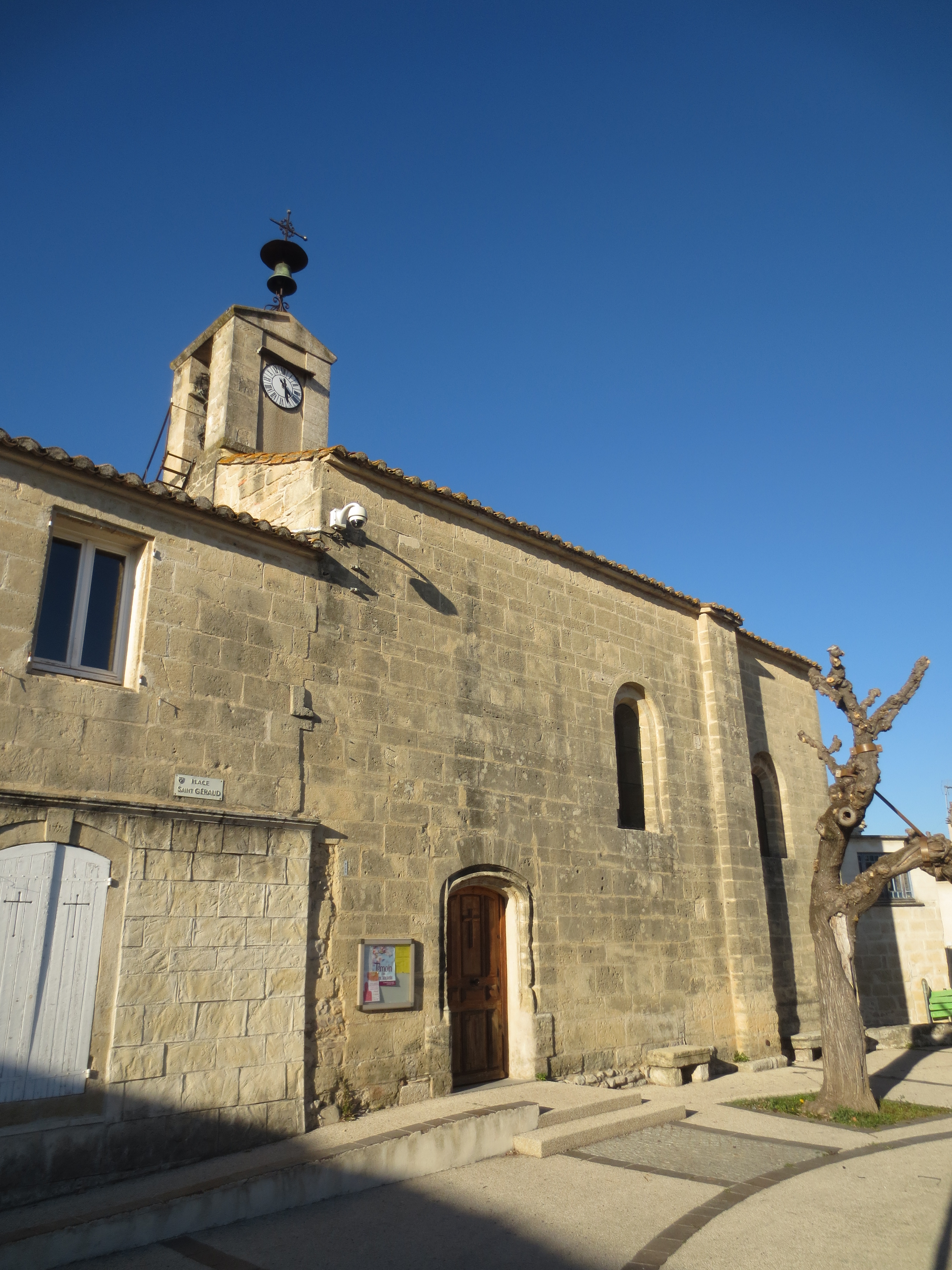
Église Saint-Géraud-d'Aurillac
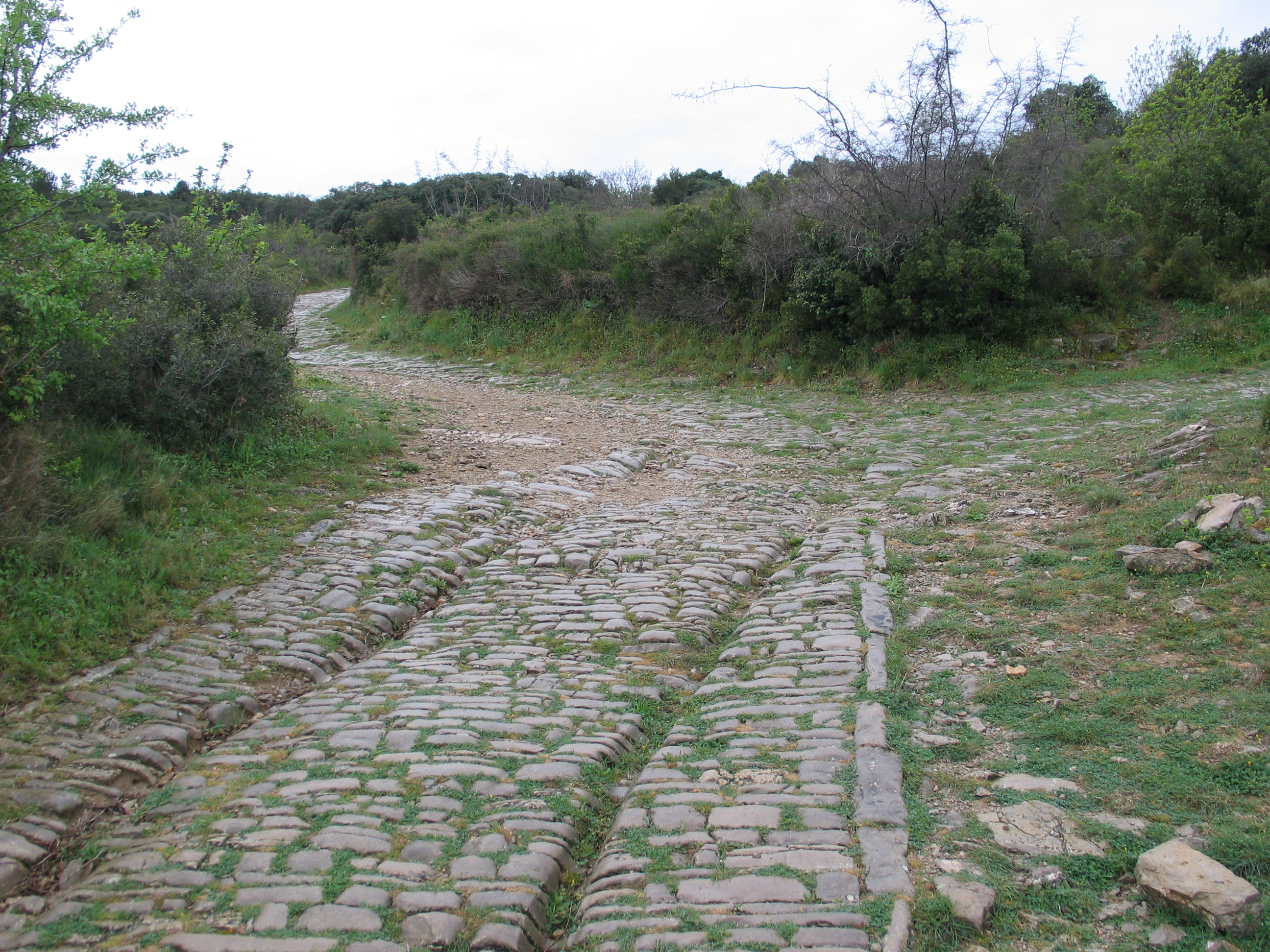
Oppidum romain d'Ambrussum voies marquées
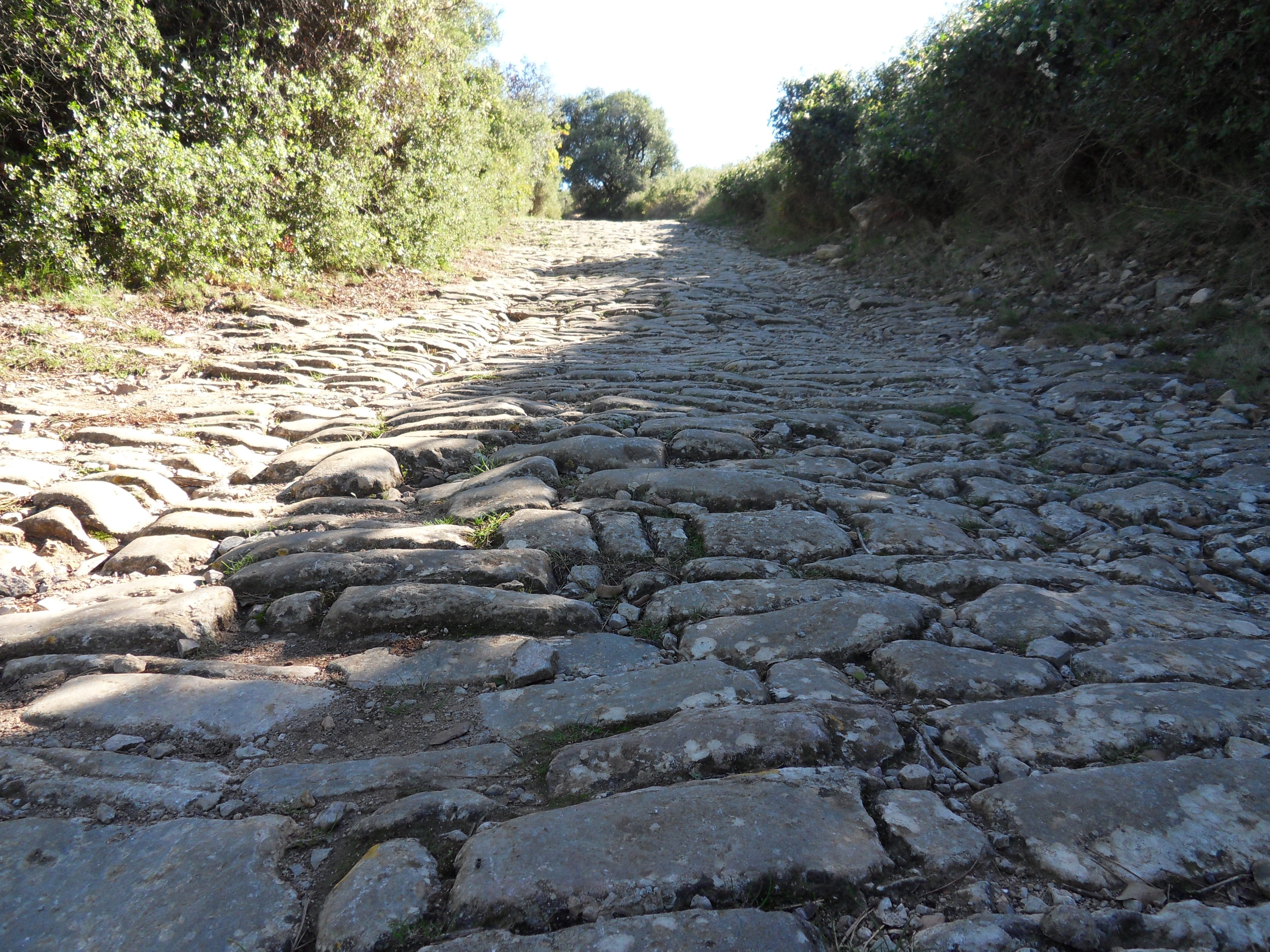
Voie romaine vue de près.
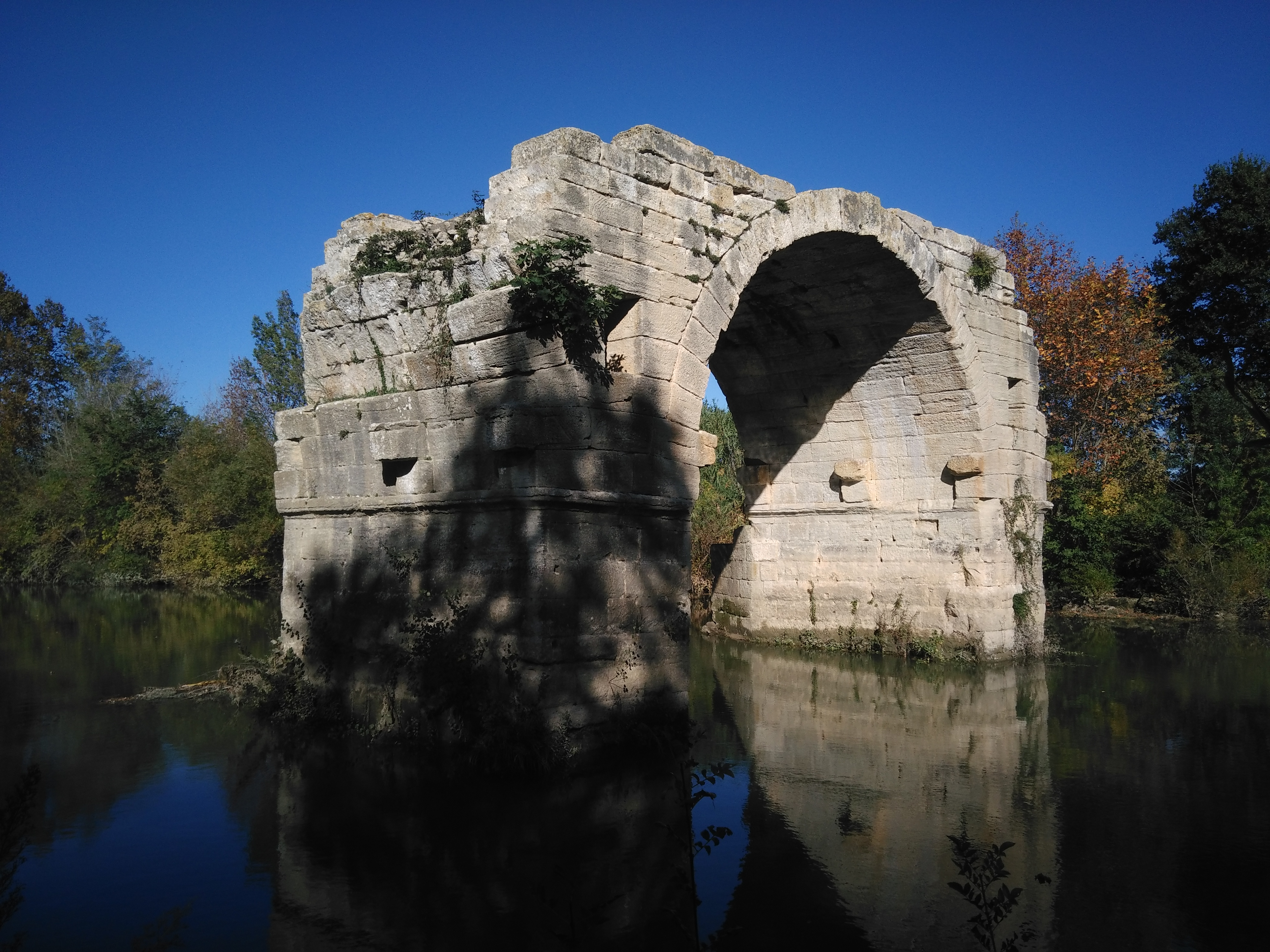
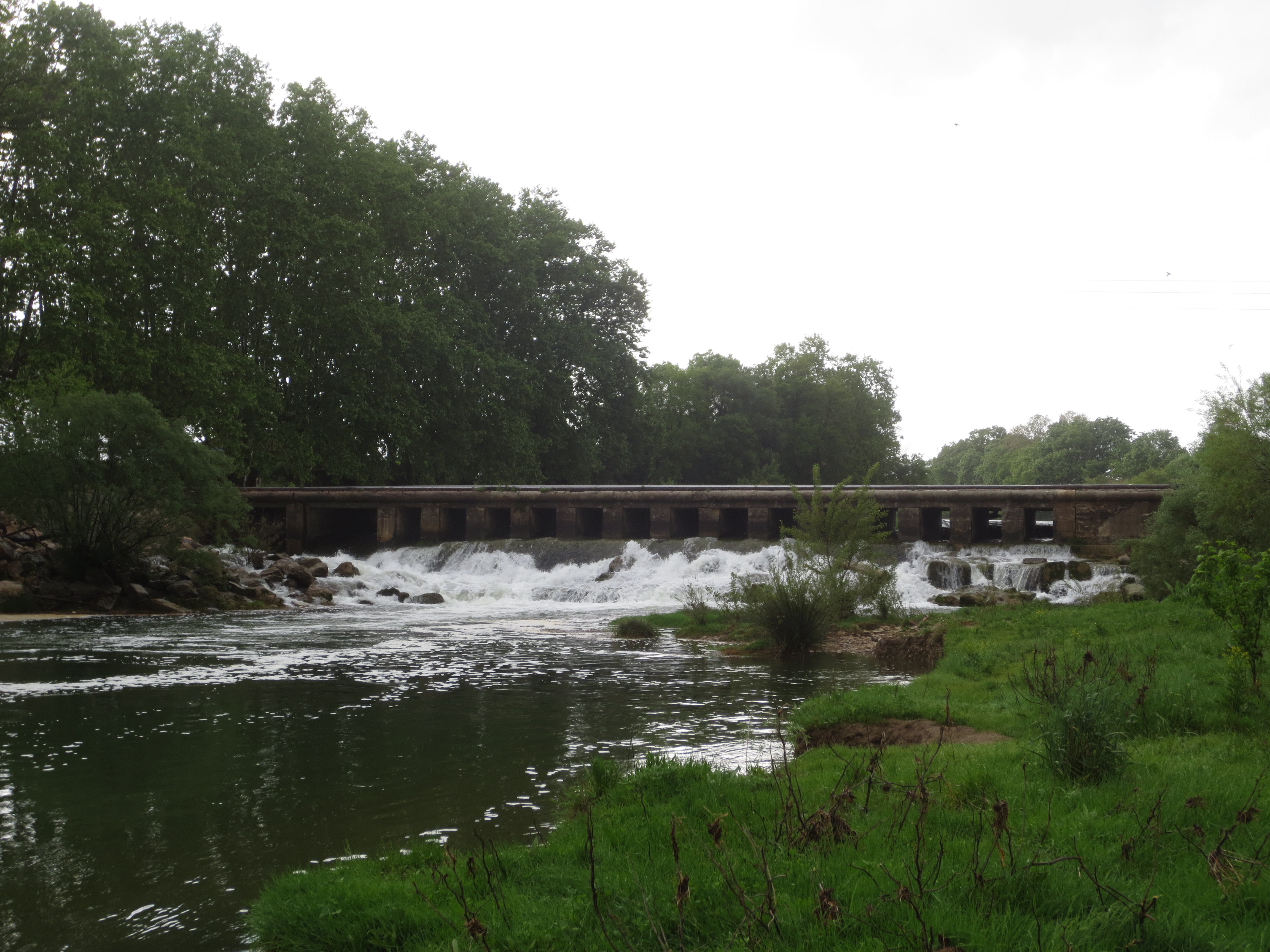
le pont submersible sur le Vidourle entre Aubais (30) et Villetelle (34) vu de l'aval
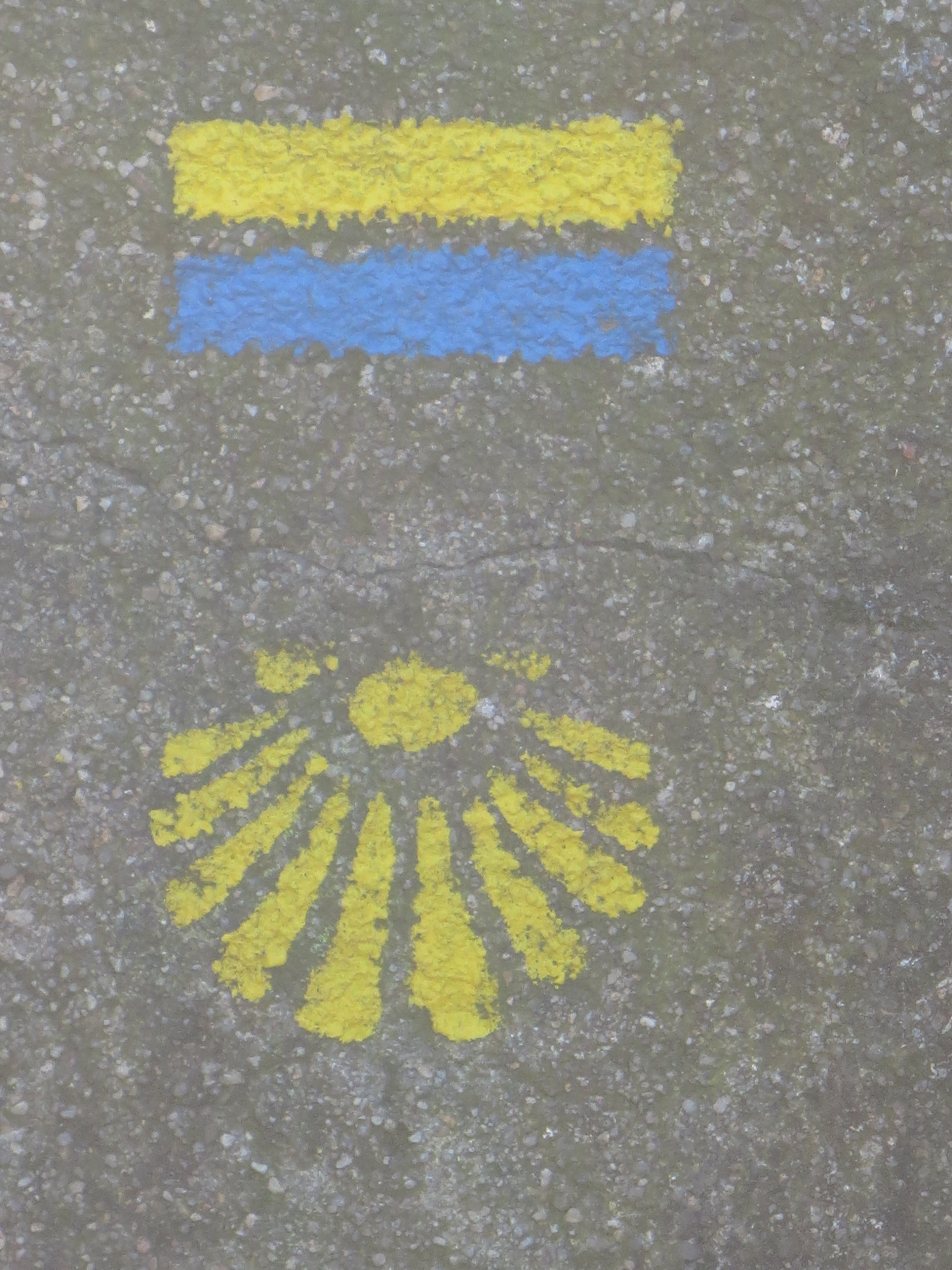
Marque relative au pèlerinage de Compostelle sur un mur à Villetelle.

- L'oppidum romain d'Ambrussum, les ruines de la ville basse, des traces de la via Domitia et le pont romain dont il ne reste plus qu'une arche.
- L'Église Saint-Géraud-d'Aurillac de Villetelle, église romane datant du XIIe siècle.
- Villetelle est une ancienne étape sur la via Tolosane, empruntée par les pèlerins de Compostelle venant d'Arles et de Saint-Gilles.

### Personnalités liées à la commune

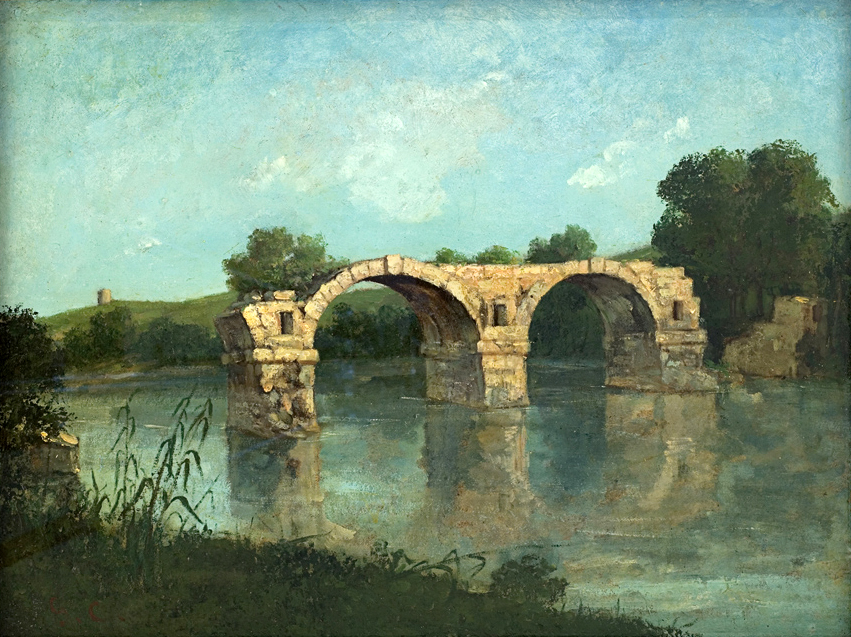
Le pont Ambroix par Gustave Courbet

- Gustave Courbet a peint le Pont Ambroix en 1857, à cette époque il comportait encore quatre piles.

## Économie

### Revenus
En 2018, la commune compte 543 ménages fiscaux, regroupant 1 511 personnes. La médiane du revenu disponible par unité de consommation est de 24 440 € (20 330 € dans le département).

### Emploi
|                | 2008   | 2013   | 2018   |
| -------------- | ------ | ------ | ------ |
| Commune        | 7,4 %  | 6,7 %  | 10,4 % |
| Département    | 10,1 % | 11,9 % | 12 %   |
| France entière | 8,3 %  | 10 %   | 10 %   |

En 2018, la population âgée de 15 à 64 ans s'élève à 983 personnes, parmi lesquelles on compte 77,5 % d'actifs (67,1 % ayant un emploi et 10,4 % de chômeurs) et 22,5 % d'inactifs,. En  2018, le taux de chômage communal (au sens du recensement) des 15-64 ans est inférieur à celui du département, mais supérieur à celui de la France, alors qu'en 2008 il était inférieur à celui de la France.
La commune fait partie de la couronne de l'aire d'attraction de Montpellier, du fait qu'au moins 15 % des actifs travaillent dans le pôle,. Elle compte 310 emplois en 2018, contre 328 en 2013 et 319 en 2008. Le nombre d'actifs ayant un emploi résidant dans la commune est de 664, soit un indicateur de concentration d'emploi de 46,6 % et un taux d'activité parmi les 15 ans ou plus de 64,7 %.
Sur ces 664 actifs de 15 ans ou plus ayant un emploi, 122 travaillent dans la commune, soit 18 % des habitants. Pour se rendre au travail, 90,1 % des habitants utilisent un véhicule personnel ou de fonction à quatre roues, 1,5 % les transports en commun, 4,2 % s'y rendent en deux-roues, à vélo ou à pied et 4,3 % n'ont pas besoin de transport (travail au domicile).

### Activités hors agriculture

#### Secteurs d'activités
139 établissements sont implantés  à Villetelle au 31 décembre 2019. Le tableau ci-dessous en détaille le nombre par secteur d'activité et compare les ratios avec ceux du département,.
| Secteur d'activité                                                                                        | Commune | Commune | Département |
| Secteur d'activité                                                                                        | Nombre  | %       | %           |
| --- | ------- | ------- | ----------- |
| Ensemble                                                                                                  | 139     | 100 %   | (100 %)     |
| Industrie manufacturière, industries extractives et autres                                                | 5       | 3,6 %   | (6,7 %)     |
| Construction                                                                                              | 34      | 24,5 %  | (14,1 %)    |
| Commerce de gros et de détail, transports, hébergement et restauration                                    | 40      | 28,8 %  | (28 %)      |
| Information et communication                                                                              | 2       | 1,4 %   | (3,3 %)     |
| Activités financières et d'assurance                                                                      | 3       | 2,2 %   | (3,2 %)     |
| Activités immobilières                                                                                    | 8       | 5,8 %   | (5,3 %)     |
| Activités spécialisées, scientifiques et techniques et activités de services administratifs et de soutien | 21      | 15,1 %  | (17,1 %)    |
| Administration publique, enseignement, santé humaine et action sociale                                    | 17      | 12,2 %  | (14,2 %)    |
| Autres activités de services                                                                              | 9       | 6,5 %   | (8,1 %)     |

Le secteur du commerce de gros et de détail, des transports, de l'hébergement et de la restauration est prépondérant sur la commune puisqu'il représente 28,8 % du nombre total d'établissements de la commune (40 sur les 139 entreprises implantées  à Villetelle), contre 28 % au niveau départemental.

#### Entreprises et commerces
Les cinq entreprises ayant leur siège social sur le territoire communal qui génèrent le plus de chiffre d'affaires en 2020 sont : 
- SAS Sud Trading Company - STC, commerce de gros (commerce interentreprises) d'autres biens domestiques (9 789 k€) ;
- Softs, conseil pour les affaires et autres conseils de gestion (1 110 k€) ;
- Adb, transports de voyageurs par taxis (167 k€) ;
- Molina, travaux de maçonnerie générale et gros œuvre de bâtiment (123 k€) ;
- Digit'all France, conseil en systèmes et logiciels informatiques (84 k€).

En plus d'un tissu artisanal épars, la commune de Villetelle accueille deux zones artisanales qui, avec les aires autoroutières, emploient plus de 300 personnes.
La commune est le siège de 275 entreprises en 2019, dont un tiers sont liées à la location de biens immobiliers. L'entreprise la plus importante, tant en chiffre d'affaires qu'en bénéfices ou par son effectif salarié est Sud Trading Company, active dans le commerce de gros.
L'agriculture est l'activité de moins de 5 % des entreprises en 2019.

### Agriculture
|               | 1988 | 2000 | 2010 | 2020 |
| ------------- | ---- | ---- | ---- | ---- |
| Exploitations | 22   | 6    | 9    | 4    |
| SAU (ha)      | 100  | 44   | 43   | 41   |

La commune est dans le « Soubergues », une petite région agricole occupant le nord-est du département de l'Hérault. En 2020, l'orientation technico-économique de l'agriculture  sur la commune est la viticulture. Quatre exploitations agricoles ayant leur siège dans la commune sont dénombrées lors du recensement agricole de 2020 (22 en 1988). La superficie agricole utilisée est de 41 ha,,.

## Culture
Chaque début de mois de juin se déroule à Villetelle une fête votive qui, sur plusieurs jours fait la part belle aux traditions locales. Des Abrivados, Bandidos et courses camarguaises sont organisées dans le village et les arènes (Le bouvau).
Un musée a été construit à proximité immédiate du site d'Ambrussum afin de présenter les éléments trouvés lors des fouilles du site.

## Galerie

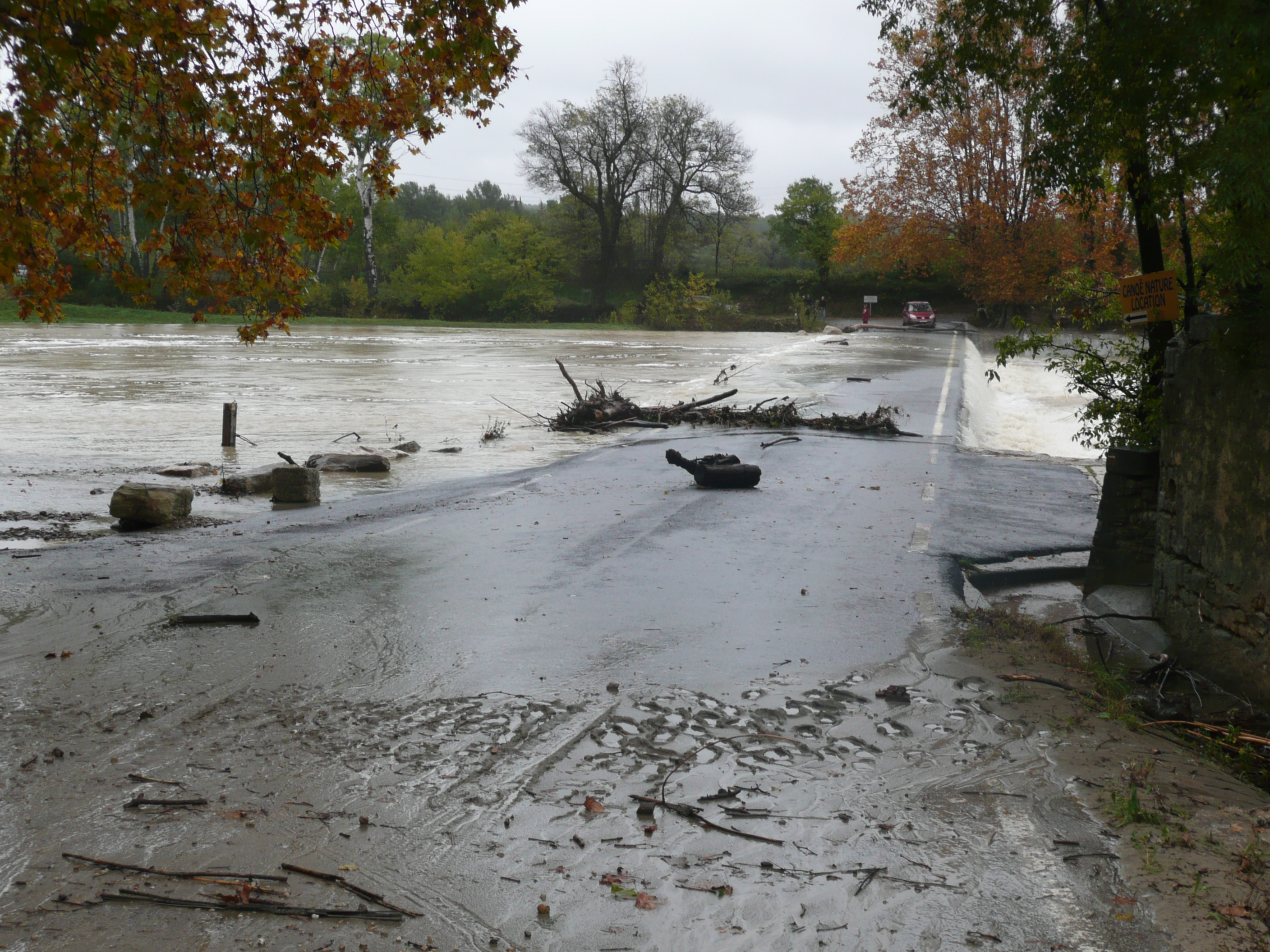
Le Vidourle submerge le pont entre Aubais et Villetelle (2010).
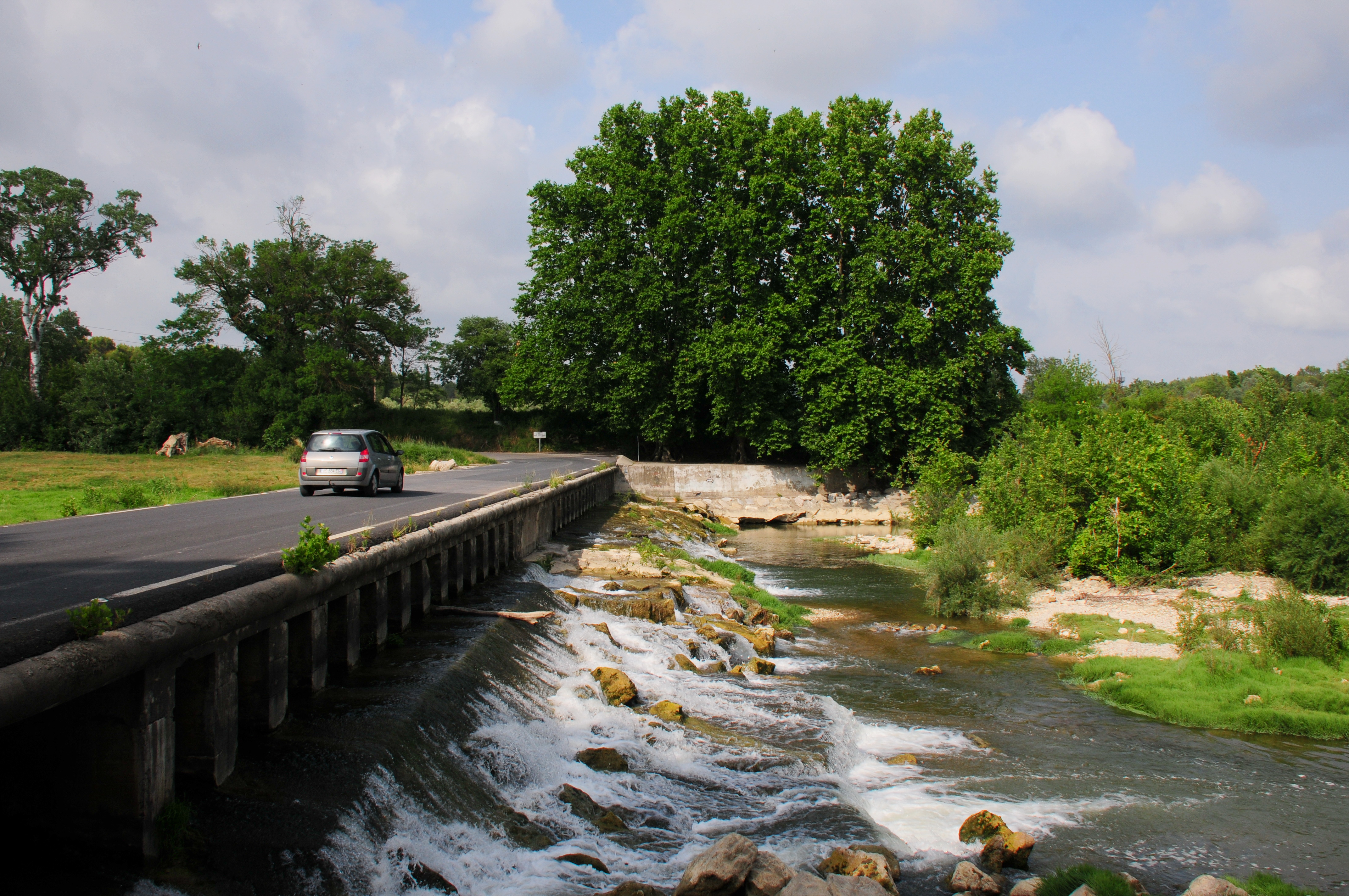
Vue direction Aubais.
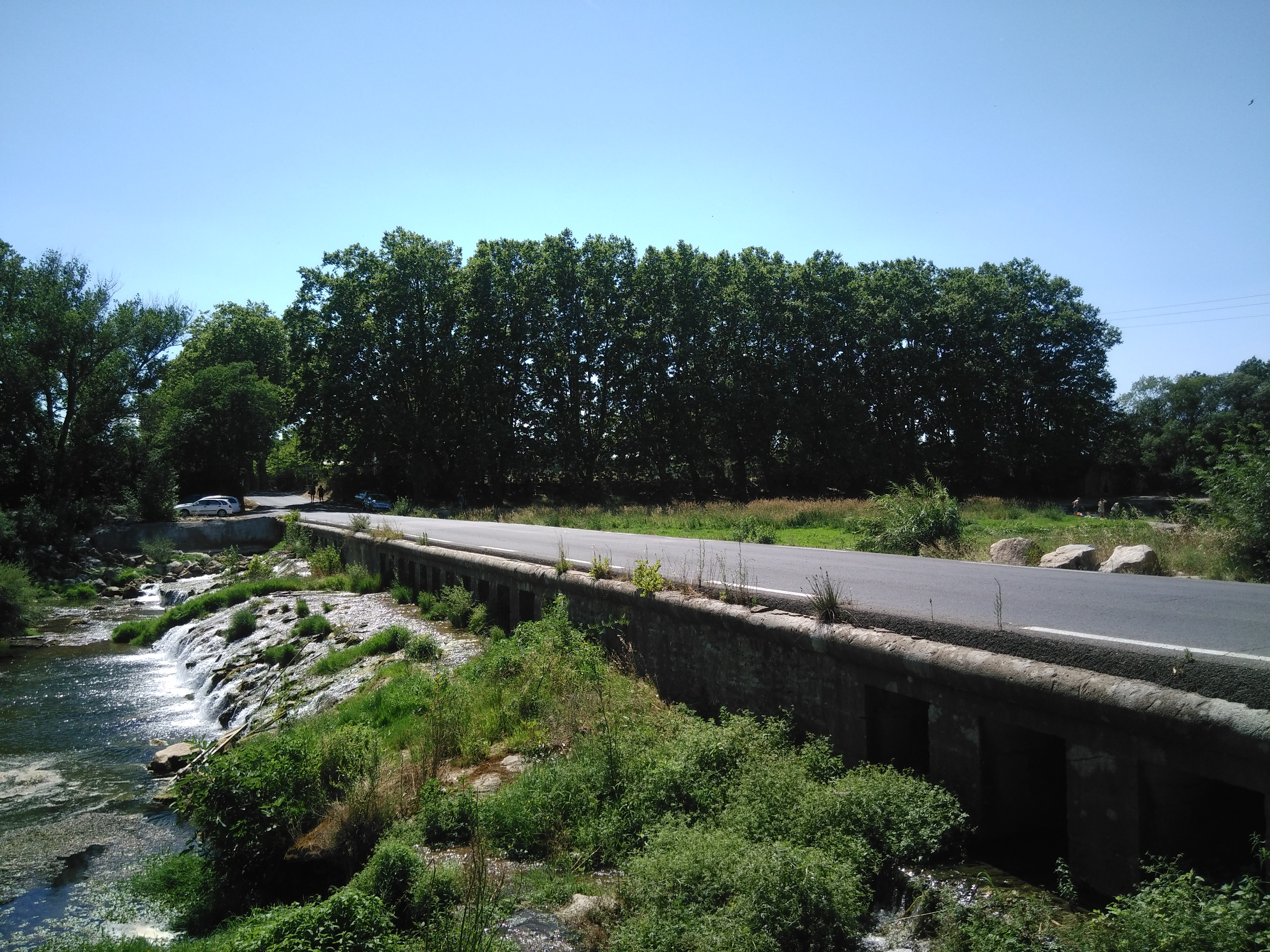
Vue direction Villetelle.
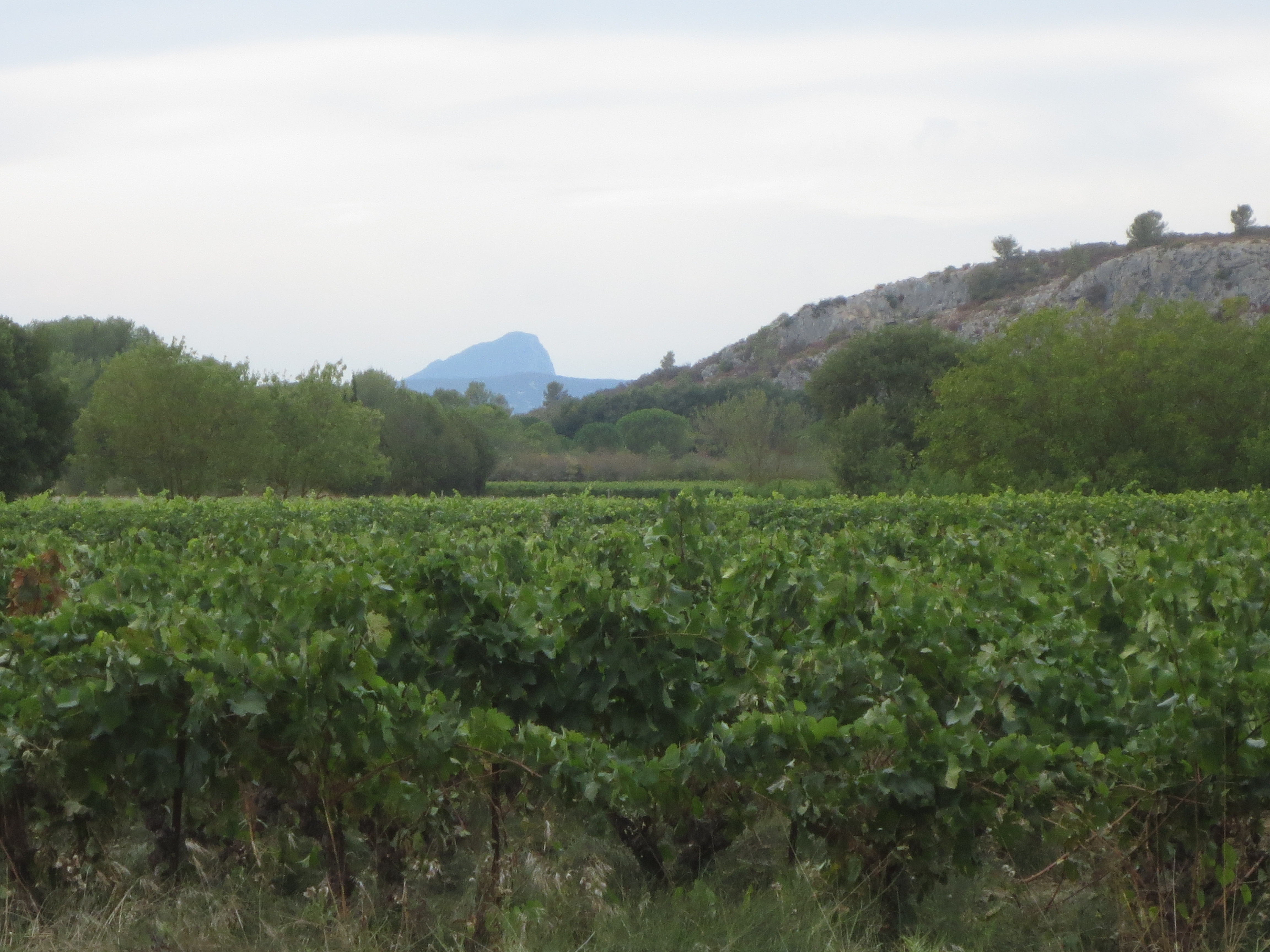
Les vignes, la roque d'Aubais et le pic Saint-Loup.
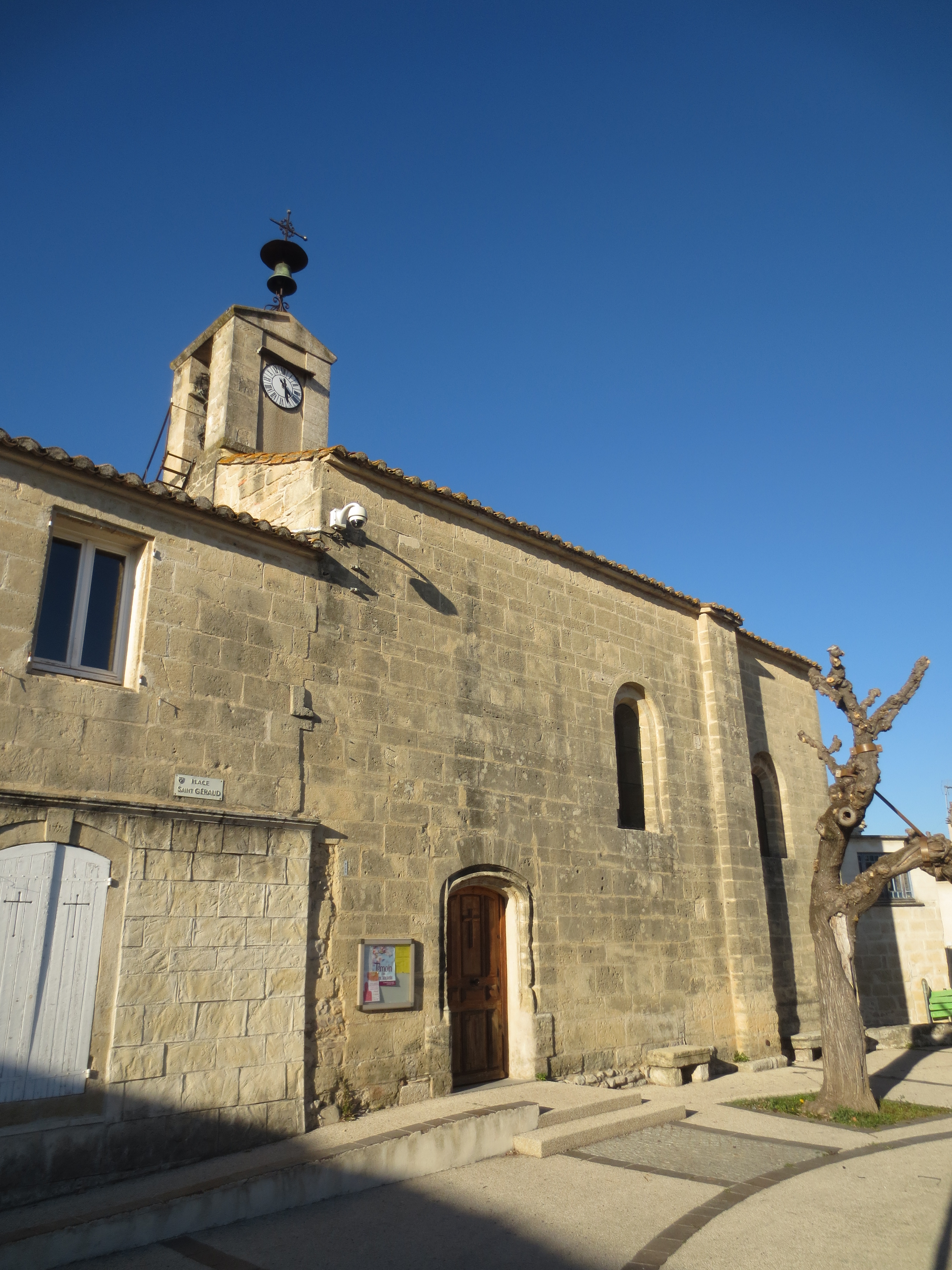
Église Saint-Géraud vue depuis la place éponyme.
Ruelle derrière l'église.
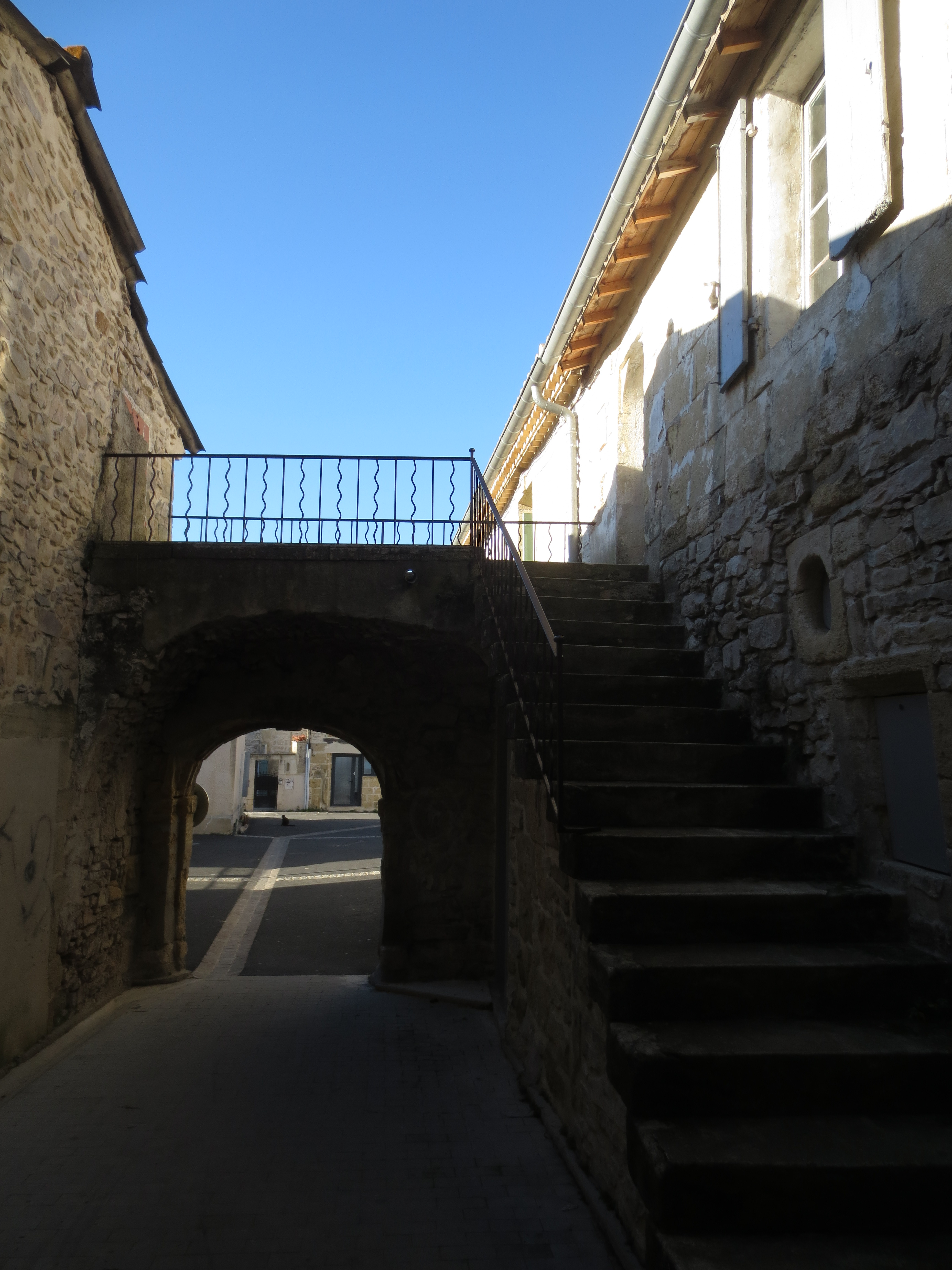
Le porche depuis l'église.
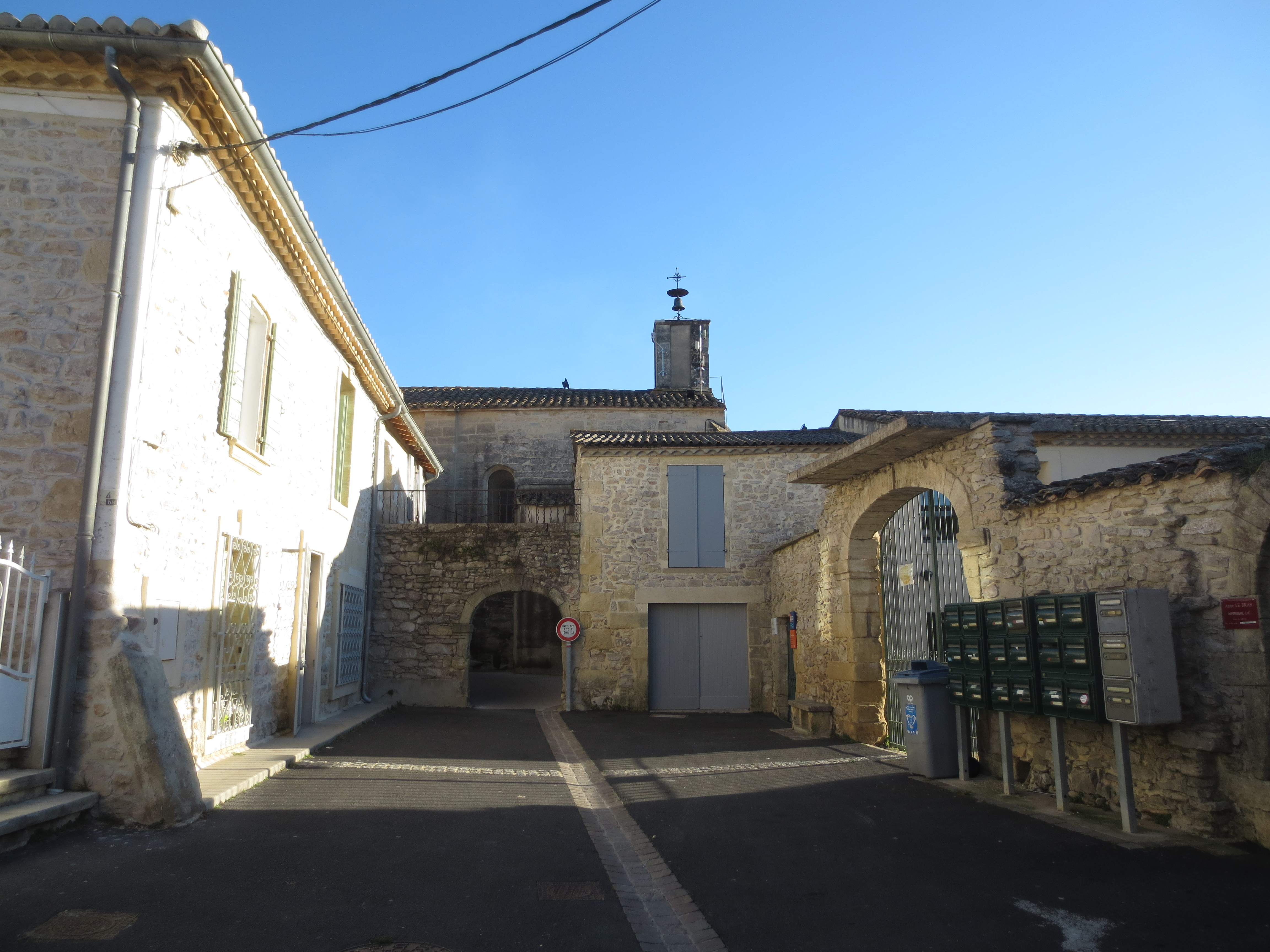
La place du porche.
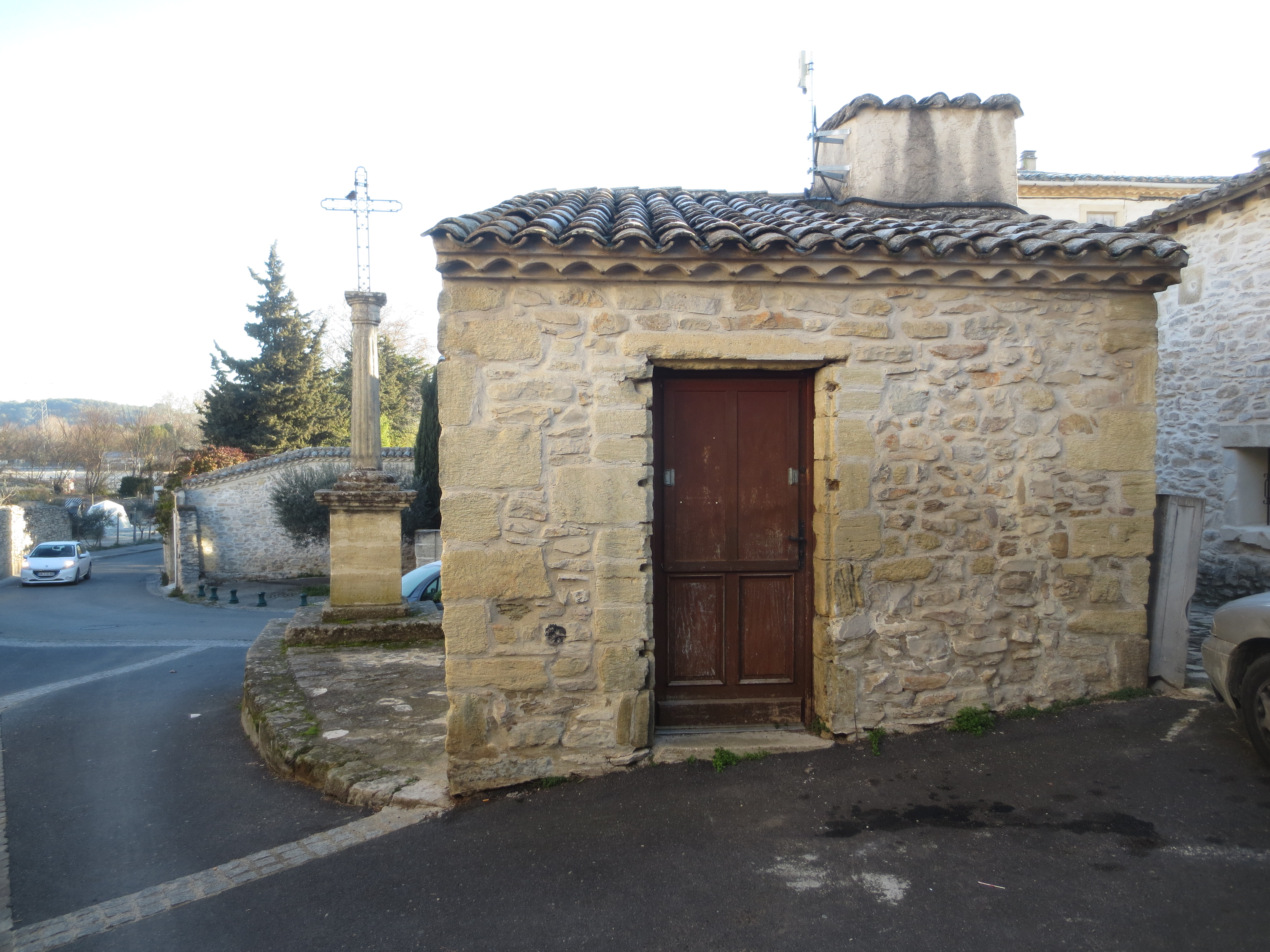
L'ancienne forge.
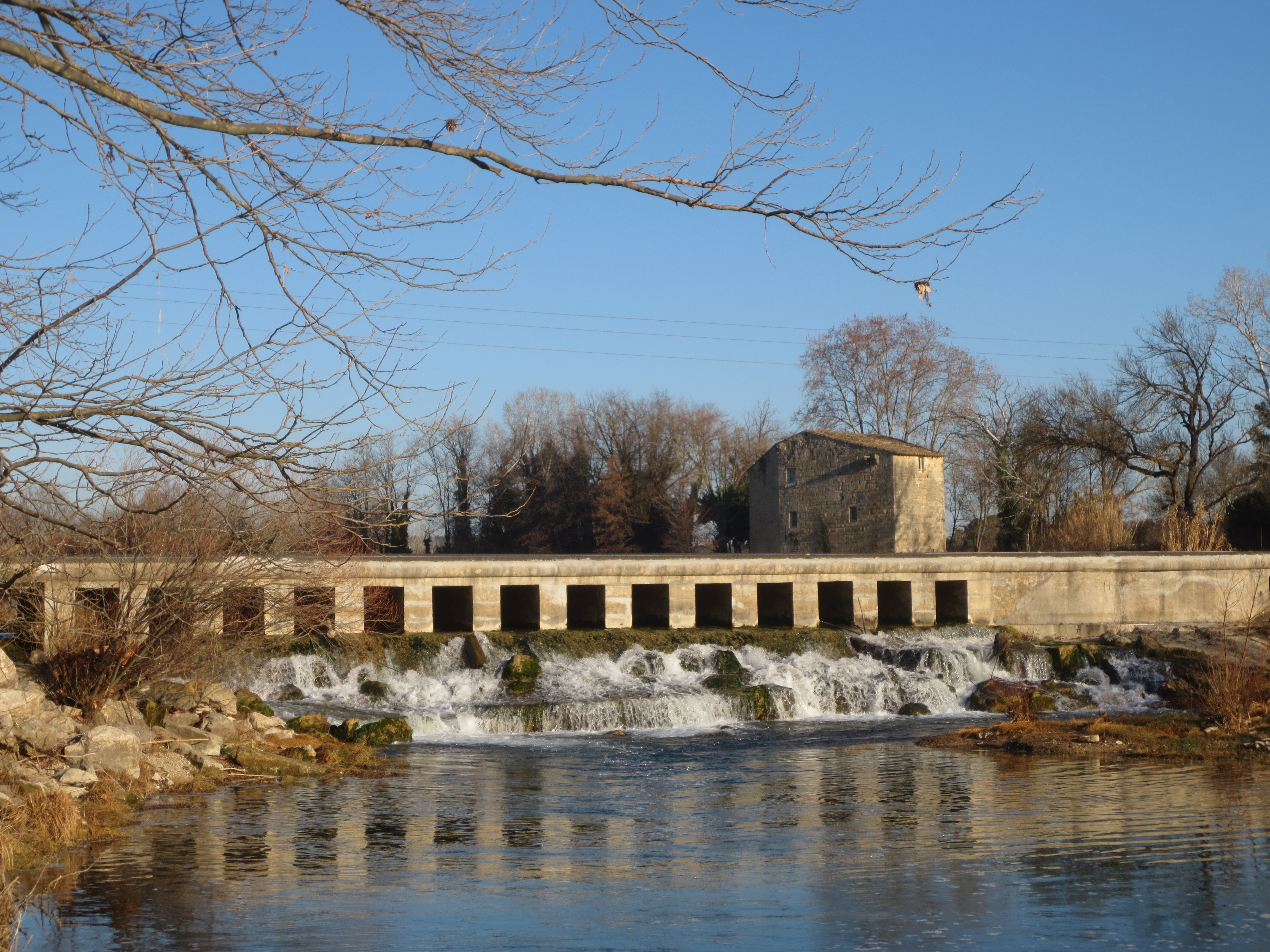
Le Vidourle entre Aubais et Villetelle.
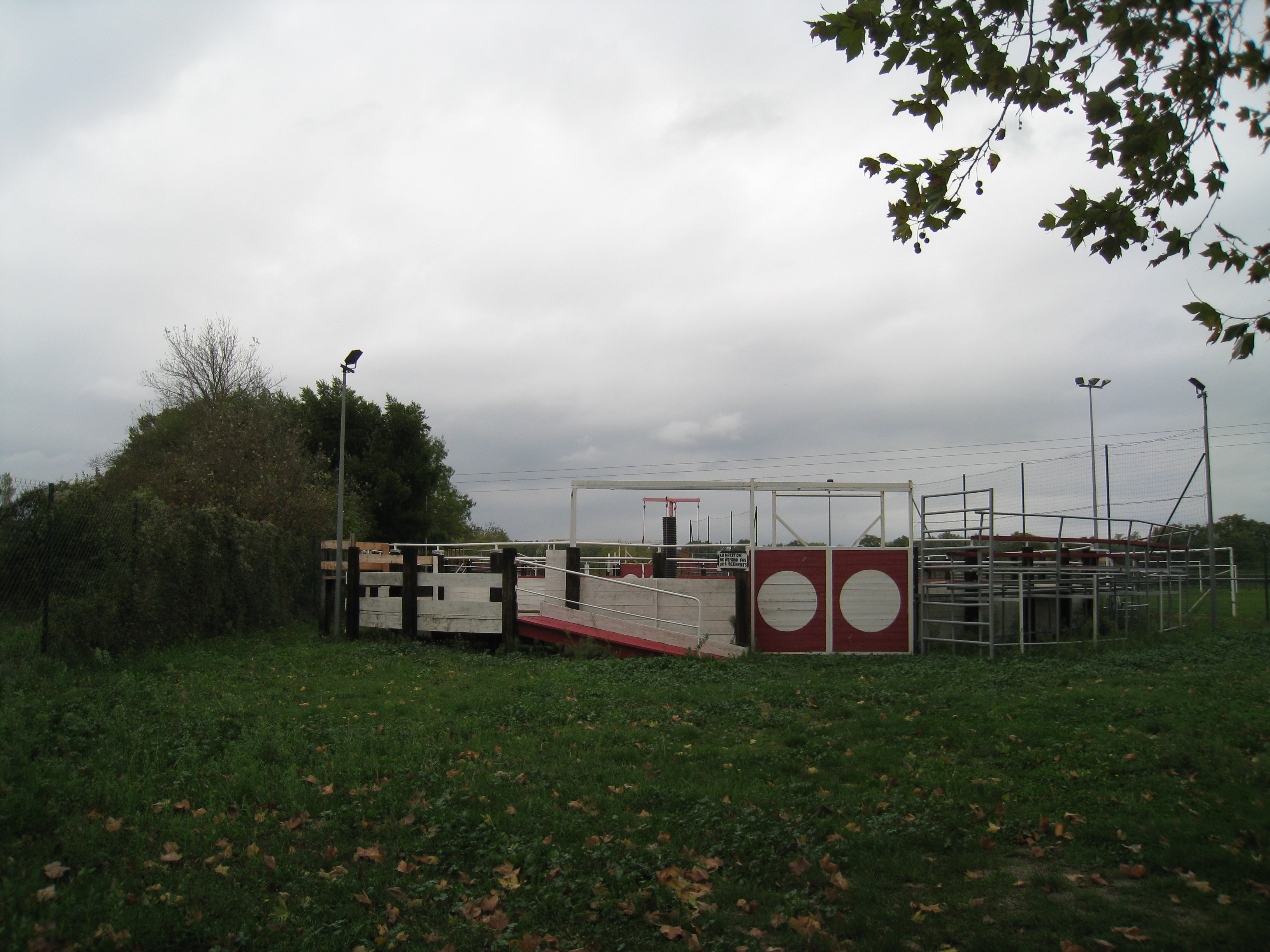
Le bouvau.